# ヴァイセンブルク・イン・バイエルン
ヴァイセンブルク・イン・バイエルン（ドイツ語: Weißenburg in Bayern、ドイツ語発音: [ˈva͜is̩nbʊrk ɪn ˈba͜iɐn] ( 音声ファイル)、公式表記は Weißenburg i.Bay.。古くは、Weißenburg im Nordgau あるいは Weißenburg am Sand とも呼ばれた）は、ドイツ連邦共和国バイエルン州ミッテルフランケン行政管区のヴァイセンブルク＝グンツェンハウゼン郡に属す大規模郡都市で、同郡の郡庁所在地である。
ヴァイセンブルクの旧市街は、この地方で最も印象的な中核市区で、文化財のアンサンブルである。リーメスからわずか数kmの位置にあるカストラ・ビリキアナ周辺の集落を起源とし、867年に初めて文献に記録され、カロリング朝の宮廷周辺の都市が形成され、14世紀初めに自由帝国都市の地位を得て、1802年までその地位を守り通した。歴史的都市景観は、広く遺された市壁、ゴシック様式の市庁舎、聖アンドレアス市教会、エリンガー門によって形成されている。
ヴァイセンブルク・イン・バイエルンは人口18,000人以上、面積 97.55 km2 で、ヴァイセンブルク＝グンツェンハウゼン郡で人口最多、面積は2番目に大きな自治体である。西ミッテルフランケン開発計画地域 (Region 8) の開発計画によれば、ヴァイセンブルク市は西ミッテルフランケンの6つの中級中心の一つである。

## 地理
ヴァイセンブルクは西ミッテルフランケン地方のアルトミュールフランケンと呼ばれる部分に位置する。これは、ニュルンベルクの南、インゴルシュタットの北西、アウクスブルクの北、アンスバッハの南東にあたる。市内をシュヴェービシェ・レツァート川が流れ、南にフォッサ・カロリーナがある。市域を流れる他の川には、ベスバッハ川、ヴァイマースハイマー・バッハ川、ハンマーシュタットグラーベン川、キューレンバッハ川、シャムバッハ川がある。ヴァイセンブルクの約 4 km 南をアルトミュール川が流れている。この川は、ヴァイセンブルクとトロイヒトリンゲンとの間に位置するヨーロッパ主要分水帯によって南に迂回している。
本市はアルトミュールタール自然公園およびヴァイセンブルガー・ブフトに位置している。この街はアイヒシュテッター・アルプに次ぐ、フレンキシェ・アルプ第2の南西部であるヴァイセンブルガー・アルプの名前の由来となった。西部と北部は草地や野原が広がるアルプス前山地方の広く開けた地形であるが、南部と東部はアルプの山並みで、ヴュルツブルク要塞があるヴュルツブルガー・ベルク、アウフ・デア・エベーネ、シュロッペンヴィンケル、ロールベルクといった山がある。この他の山にはアイヒェルベルク、シュタインプラッテ、シュタインベルクがある。
旧市街の約 1 km 南にルートヴィヒスヴァルト（森）、北にはエリンガー・ヴァルトの張り出し部がある。ヴァイセンブルクはフランケン・コイパー＝リアス＝ラントに位置している。フリュクリンガー・ベルクやトロンメッツハイマー・ベルクがこの地域に含まれている。南にはラウベンタールがある。連邦道13号線と2号線がヴァイセンブルクを通っている。市の東にクヴェルホリツォンテ・ウント・マガーラーゼン・アム・アルプトラウフ・バイ・ニーダーホーフェン自然保護区（直訳: ニーダーホーフェン近郊のアルプの山並みに面した水源地域と石灰性草原自然保護区）がある。

### 隣接する市町村
本市は、北はヘッティンゲン、エッテンシュタット、北東はベルゲン、東はブルクザラハ、南東はライテンブーフおよびシェルンフェルト、南はパッペンハイム、南西はトロイヒトリンゲン、西はアレスハイム、北西はエリンゲンと境を接している。シェルンフェルトはアイヒシュテット郡、それ以外はすべてヴァイセンブルク＝グンツェンハウゼン郡である。

### 市の構成
本市は27のゲマインデタイル（小地区）からなる。
| - デッテンハイム - エメッツハイム - ゲンスヴィルツハウス - ハールト - ハーゲンブーフ - ハンマーミューレ - ハッテンホーフ - ホイザー・アム・ヴュルツブルガー・ベルク - ホイベルク | - ホルツィンゲン - カッテンホーホシュタット - ケール - ラウベンタール - マルクホーフ - ニーダーホーフェン - オーバーホーホシュタット - ポッチュミューレ - ローテンシュタイン | - シュライファー・アム・ベルク - シュマルヴィーゼン - シュターデルホーフ - ズッファースハイム - ヴァイマースハイム - ヴァイセンブルク・イン・バイエルン - ヴァイセンホーフ - ヴュルツブルク |

ゲマルクング（伝統的な地籍区分）は、デッテンハイム、エメッツハイム、ハールト、ホルツィンゲン、カッテンホーホシュタット、オーバーホーホシュタット、ローテンシュタイン、ズッファースハイム、ヴァイボルツハウゼン、ヴァイマースハイムである。さらに公式なゲマインデタイルとして認められていない住宅地として、ゾンマーケラー、アウミューレ、グラザーハウス、ビルクホーフ、ロールヴァルク、ホーエンミューレ、ボスミューレ、ハーバーミューレ、レッテンミューレ、ジルバーミューレ、クロイツヴィルツハウス、ツィーゲルシュターデル、アム・ラウベンブーフ、アム・ジーベンクロツホーフ、ヴァルトホーフがある。

### 市域の広がり
市域の南北幅は 11.8 km、東西幅は 14.2 km である。本市の周囲は約 61 km である。総面積は 97.58 km2 で、郡内で2番目に広い自治体である。宅地面積は 3.06 km2、商工業用地は 1.92 km2 である。農地が 44.70 km2、交通用地が 5.02 km2、森林が 34.36 km2 である。水域の面積は 0.21 km2 である（2020年12月31日現在）。

### ヴァイセンブルク市有林
街の東部、ルートヴィヒスヘーエ沿いにあり、1338年にルートヴィヒ・デム・バイエルンから贈与された、ヴァイセンブルク市有林は広さが 2540.1 ha ある。1350年に2度目の贈与が行われ面積が拡大した。1821年にバイエルン王マクシミリアン1世ヨーゼフは森の全域を市に譲渡した。現在ここはトウヒとブナが豊富な混交林で、ヴァイセンブルク市民のレクリエーションおよび散策の場所となっている。森の中には2つの自然文化財があり、一部は景観保護区に指定されている。市有林の年間平均気温は 7℃、年間降水量は 750 mm である。

### 気候
| ヴァイセンブルク・イン・バイエルンの気候 | ヴァイセンブルク・イン・バイエルンの気候 | ヴァイセンブルク・イン・バイエルンの気候 | ヴァイセンブルク・イン・バイエルンの気候 | ヴァイセンブルク・イン・バイエルンの気候 | ヴァイセンブルク・イン・バイエルンの気候 | ヴァイセンブルク・イン・バイエルンの気候 | ヴァイセンブルク・イン・バイエルンの気候 | ヴァイセンブルク・イン・バイエルンの気候 | ヴァイセンブルク・イン・バイエルンの気候 | ヴァイセンブルク・イン・バイエルンの気候 | ヴァイセンブルク・イン・バイエルンの気候 | ヴァイセンブルク・イン・バイエルンの気候 | ヴァイセンブルク・イン・バイエルンの気候 |
| 月                                       | 1月                                      | 2月                                      | 3月                                      | 4月                                      | 5月                                      | 6月                                      | 7月                                      | 8月                                      | 9月                                      | 10月                                     | 11月                                     | 12月                                     | 年                                       |
| ---------------------------------------- | ---------------------------------------- | ---------------------------------------- | ---------------------------------------- | ---------------------------------------- | ---------------------------------------- | ---------------------------------------- | ---------------------------------------- | ---------------------------------------- | ---------------------------------------- | ---------------------------------------- | ---------------------------------------- | ---------------------------------------- | ---------------------------------------- |
| 平均最高気温 °C （°F）                   | 2.5 (36.5)                               | 4.1 (39.4)                               | 8.7 (47.7)                               | 13.7 (56.7)                              | 17.7 (63.9)                              | 21.2 (70.2)                              | 23.0 (73.4)                              | 22.7 (72.9)                              | 18.3 (64.9)                              | 13.4 (56.1)                              | 7.3 (45.1)                               | 3.4 (38.1)                               | 13 (55.41)                               |
| 日平均気温 °C （°F）                     | −0.3 (31.5)                              | 0.3 (32.5)                               | 4.3 (39.7)                               | 9.0 (48.2)                               | 13.3 (55.9)                              | 16.9 (62.4)                              | 18.6 (65.5)                              | 18.3 (64.9)                              | 14.1 (57.4)                              | 9.5 (49.1)                               | 4.3 (39.7)                               | 0.9 (33.6)                               | 9.1 (48.37)                              |
| 平均最低気温 °C （°F）                   | −3.0 (26.6)                              | −3.0 (26.6)                              | 0.2 (32.4)                               | 4.2 (39.6)                               | 8.7 (47.7)                               | 12.2 (54)                                | 14.0 (57.2)                              | 13.0 (55.4)                              | 10.2 (50.4)                              | 6.1 (43)                                 | 1.8 (35.2)                               | −1.4 (29.5)                              | 5.25 (41.47)                             |
| 降水量 mm （inch）                       | 64 (2.52)                                | 52 (2.05)                                | 65 (2.56)                                | 58 (2.28)                                | 87 (3.43)                                | 87 (3.43)                                | 93 (3.66)                                | 83 (3.27)                                | 67 (2.64)                                | 64 (2.52)                                | 67 (2.64)                                | 69 (2.72)                                | 856 (33.72)                              |
| 平均降水日数                             | 9                                        | 8                                        | 10                                       | 9                                        | 10                                       | 10                                       | 10                                       | 9                                        | 9                                        | 8                                        | 8                                        | 10                                       | 110                                      |
| % 湿度                                   | 82                                       | 79                                       | 73                                       | 66                                       | 69                                       | 67                                       | 66                                       | 67                                       | 74                                       | 80                                       | 85                                       | 84                                       | 74.3                                     |
| 平均日照時間                             | 3.1                                      | 4.3                                      | 5.9                                      | 8.5                                      | 9.5                                      | 10.9                                     | 10.9                                     | 10.0                                     | 7.1                                      | 5.0                                      | 3.3                                      | 3.0                                      | 6.79                                     |
| 出典：climate-data.org                   |                                          |                                          |                                          |                                          |                                          |                                          |                                          |                                          |                                          |                                          |                                          |                                          |                                          |

ヴァイセンブルクは、湿潤な冷温帯の、極端な大陸性気候でも極端な海洋性気候でもない移行部の気候である。月別の平均気温は、1月の-0.3℃から7月の18.6℃の間で変動する。年間平均気温は 856 mm で、2月が最も乾燥し、7月が最も湿潤である。フレンキシェ・アルプの山に近いためヴァイセンブルク周辺地域は、その近隣に比べて乾燥している。

## 歴史

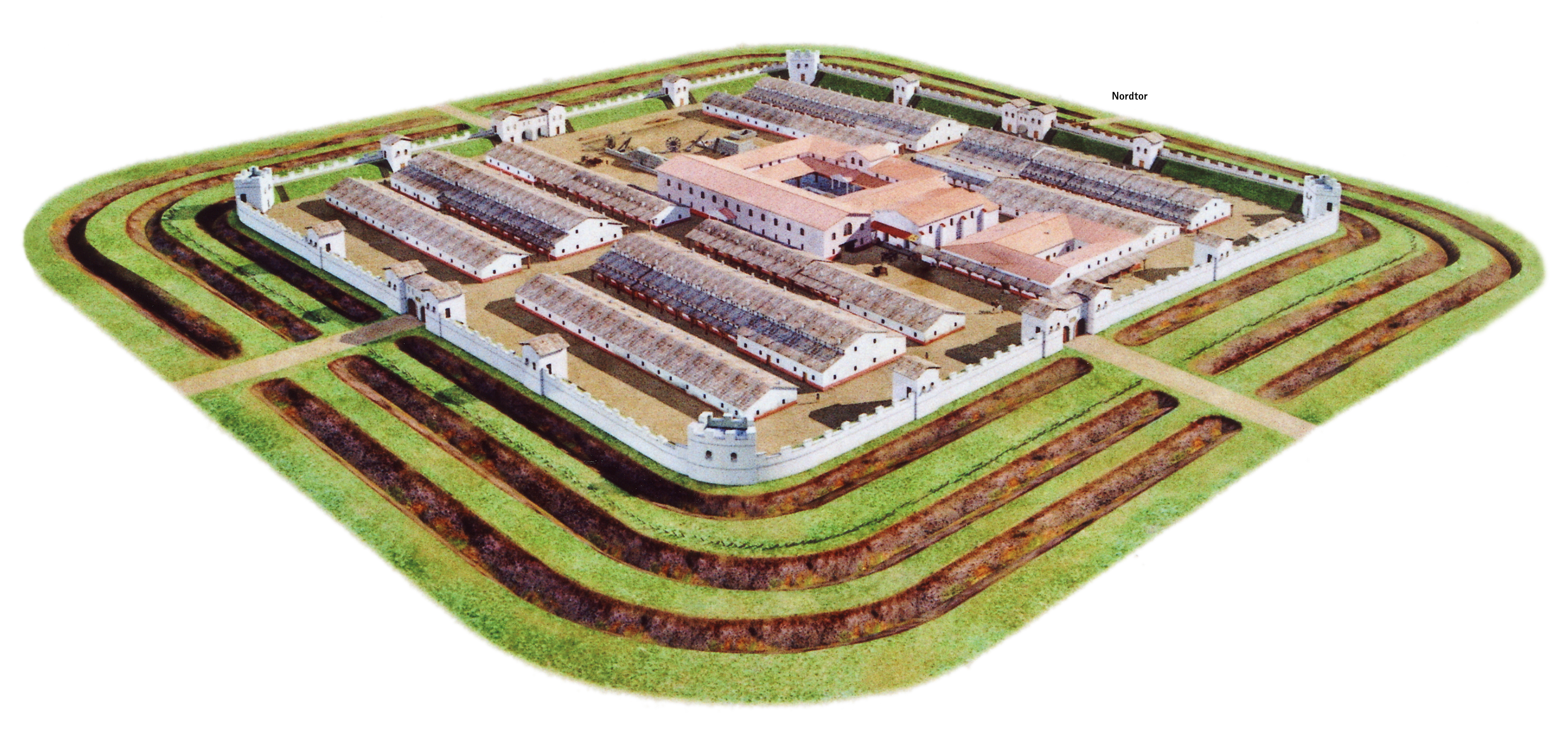
カストラ・ヴァイセンブルクの復元図

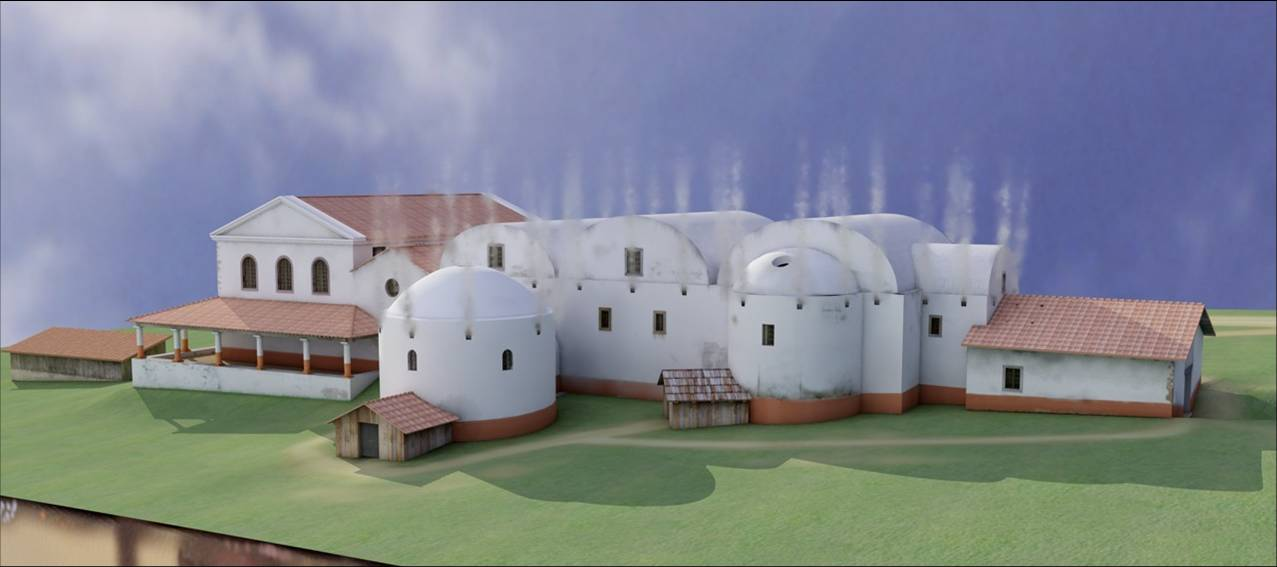
ヴァイセンブルク公衆浴場の復元模型

### 入植
100年頃に建設されたローマ帝国の木と土でできたカストラは、2世紀の中頃に壁で囲まれた広さ 3.1 ha の石造りの城砦に改築された。おそらく253年頃、遅くとも254年までには、カストラとウィクスはアレマン人の襲撃によって破壊された。Via principalis dextra（街道）沿いの硬貨発掘地から出土した最も新しい硬貨は、251年と253年の日付のものであった。
このカストラには、わずかな中断を除き、Ala I Hispanorum Auriana（直訳: 第1ヒスパニア騎兵隊アウリアナ）が継続的に駐屯していた。ヴァイセンブルクにもう一つあった Cohors IX Batavorum equitata milliaria exploratorum（直訳: 第9バタヴィア騎馬偵察部隊。1000人規模）は、東に設けられた木製砦に駐屯した。この砦は東に約 1.6 km のブライトゥング農場にあり、2世紀後半に一時的に使われただけであった。カストラの近くにはウィクスと公衆浴場があった。
1867年の冬、鉄道トロイヒトリンゲン - プラインフェルト線の建設工事中に、大きさ 15 cm の青銅板が発見された。これは107年6月30日に兵士 Mogetissa が名誉除隊したことを示す軍歴証書であった。当時彼が所属していた Ala I Hispanorum Auriana はヴァイセンブルクに駐屯していた。ラエティア属州からこれまでに70枚のこうした軍歴証書が発見されている。25年以上軍務に就いた後の名誉除隊が、こうした証書の発行理由であった。これはローマ市民権や結婚の権利授与と結びついていた。後者は特に重要であった。ローマ兵は軍務の間独身でいなければならなかったからである。
Mogetissa は、妻の Verecunda および両者の娘 Matrulla とともに、現在のヴァイセンブルクに住んだ最初の住人として知られている。
ローマ人が去った後のカストラ周辺の入植地の経緯を直接示す証拠はない。むしろメロヴィング朝の時代には、かつてのカストラの約 600 m 東に新しい集落が形成されたことを列状の墓地が示している。現在のシュタットバッハあるいはフォルクアンマースバッハに位置したこのフランク人の村は、風変の他の村にくらべて突出した存在ではなかった。現在の穀物市場の下に建てられた最初の教区教会聖マルティン教会は、メロヴィング朝後期からカロリング朝初期の村を指し示すものである。この村の他に、7世紀末には西側に、おそらく、いわゆるレグニッツ＝レツァート系に属する王宮が設けられた。793年、フォッサ・カロリーナ建設の間カール大帝がこの街に滞在した。
ヴァイセンブルクの最初の文献記録は、867年6月14日付けのドイツ人王ルートヴィヒからメッテン修道院への寄進状に Uuizinburc の表記でなされている。この街は1028年にザーリアー朝の王領に、後にシュタウフェン朝の王領になった。この頃にベネディクト会のペーター・ウント・パウル修道院がヴュルツブルガー・ベルクに建設された。

### 中世、宗教改革、ナポレオン時代

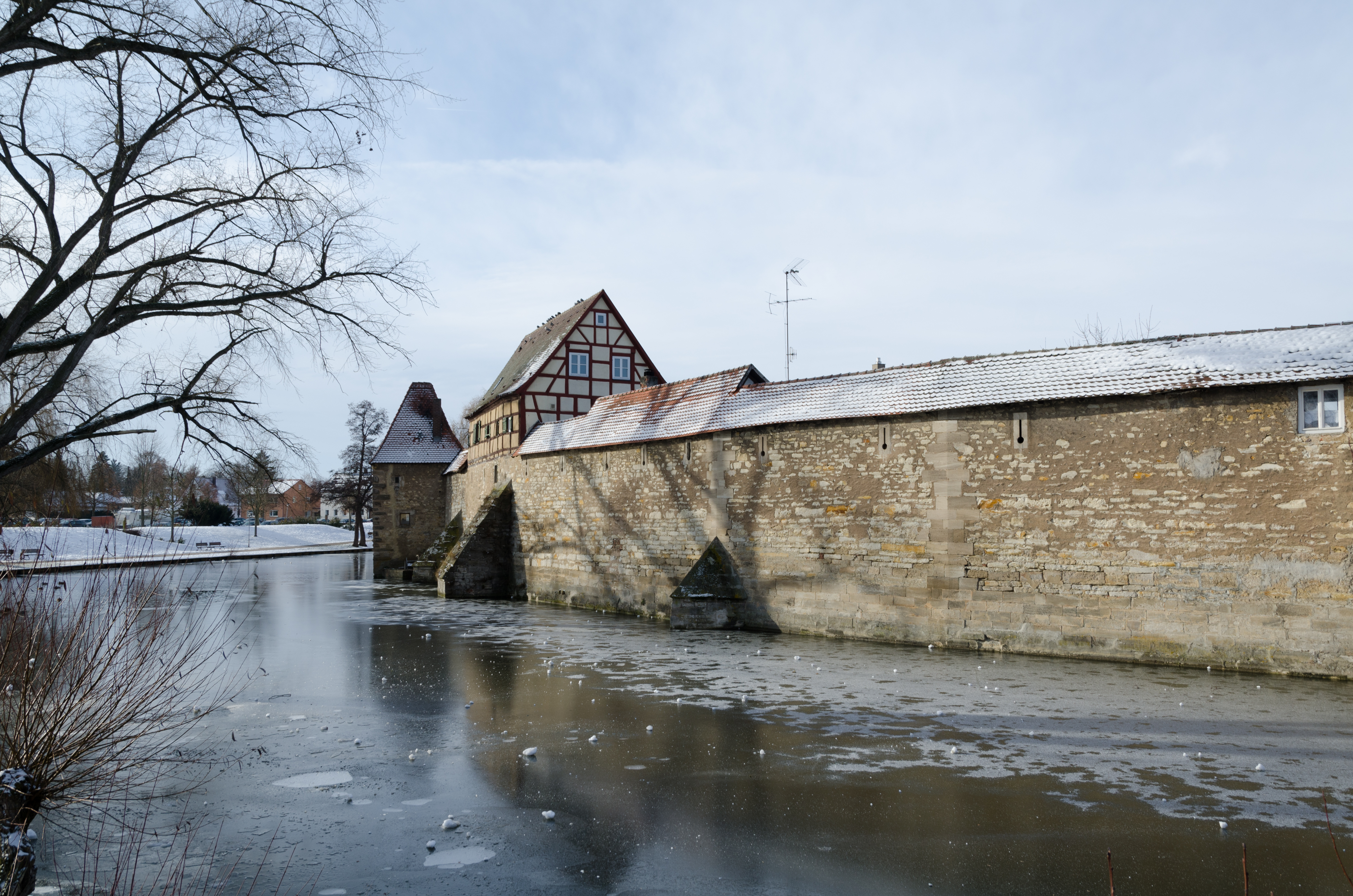
水堀に面した市壁

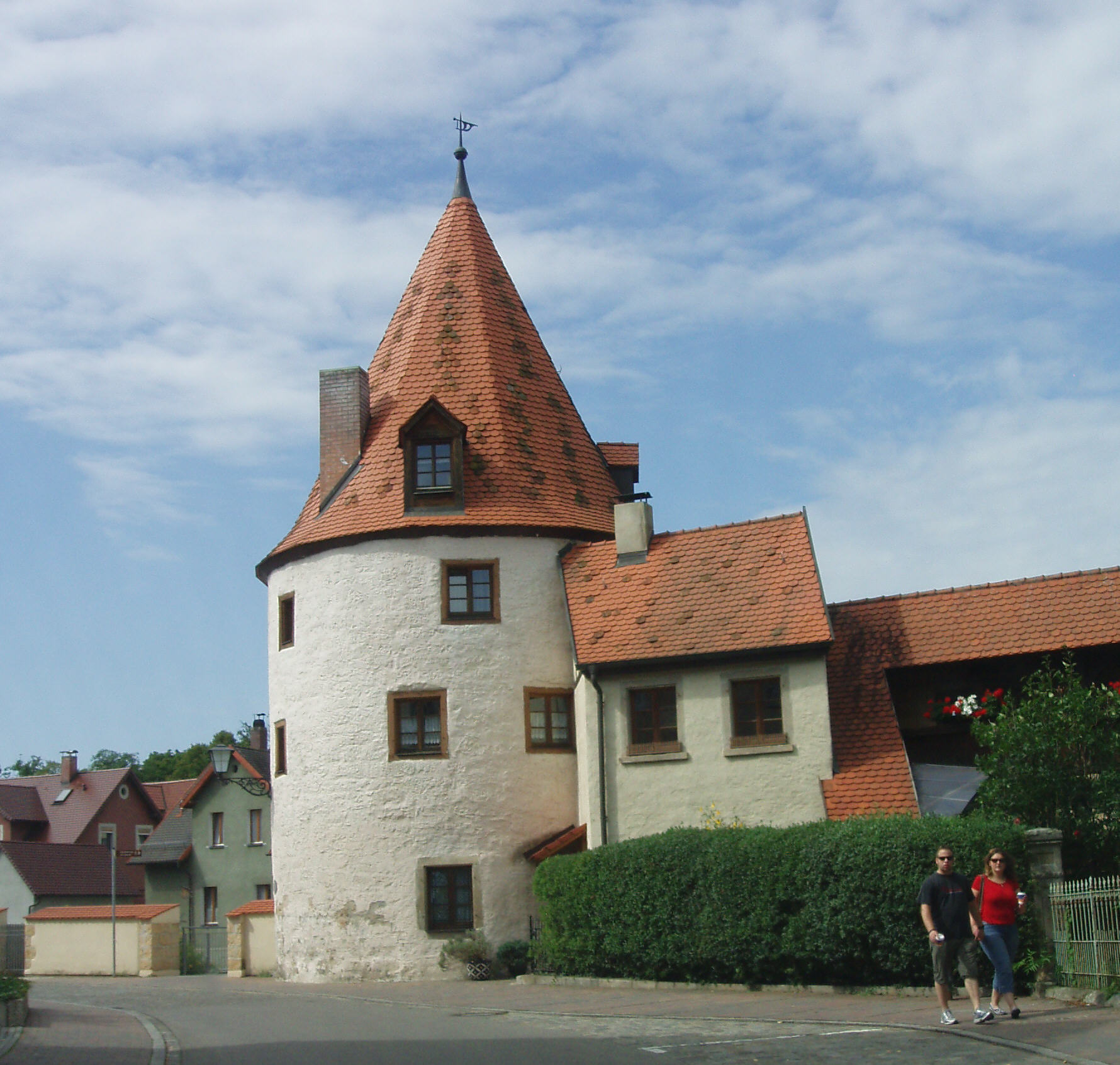
シャインプラインス塔

最初の市壁は12世紀から13世紀に建設された（オーバートーア（上の門） 1110年、シュピタール門 1152年）。14世紀に皇帝の免税特権によって市壁は南に向かって拡大した。さらに壁には幅 30 m の堀が設けられた。水が張られた南東部分は現在も遺っている。市壁には何本もの塔があったが、このうち38本が現存している。多くの塔は四角柱の形である。シャイブラインス塔が現存する唯一の円柱形の塔である。また、フュンフエック塔は五角形の塔である。
「市」になったのは12世紀であった。皇帝フリードリヒ1世バルバロッサの息子コンラートとカスティーリャ王アルフォンソ8世の娘ベレンゲラとの婚約に際して取り決められた1188年の協定に burgus Wicenburch cum omnibus suis pertinenciis（防衛施設を有する都市ヴァイセンブルクとそれに付随するすべて）という記述がある。この街は他の29のシュタウフェン家の所領とともに、新婦に贈られるモルゲンガーベ（結婚の証の贈り物）であった。ただし実際にはこの結婚は成立しなかった。
1241年の帝国徴税台帳にヴァイセンブルクが記載されている (66. Item de Wizenburc XL mr) 。オーバーバイエルンの諸侯とパッペンハイム元帥との戦争で、1262年にヴァイセンブルクはバイエルン公ルートヴィヒ2世によってほぼ完全に破壊された。復興されたヴァイセンブルクは1296年に再び帝国都市となったが、フランケン地方で最も貧しい帝国都市であった。1322年、ザイフリート・シュヴェッパーマンが率いて行われたミュールドルフの戦いにおそらくヴァイセンブルク市民のグループが参戦していた。ヴァイセンブルクの市教会聖アンドレアス教会は1327年に完成した。皇帝ルートヴィヒ4世は、1338年にこの街にシュタットヴァルト（市の森）を寄贈した。この森は何世紀にもわたってこの街の貴重な財源となった。1377年に市議会法が制定され、これにより市議会から貴族が排され、市民層が議会を構成することとなった。1447年に市民の病院が創設され、カルメル会の病院と競合するようになった。この街は1481年に大きな債務超過に陥り、王は市議会議員全員を投獄し、新たな市議会を設けた。1490年には財政危機を切り抜けたかと思われたため市教会の改築が計画されたが、結局、資金不足のため中止せざるを得なかった。1449年から1450/51年まで、南ドイツ都市戦争のために多くの建設プロジェクトが先延ばしにされた。ヴァイセンブルクは1500年からフランケン帝国クライスに属した。
1530年11月15日、聖アンドレアス教会で、アウクスブルク信仰告白を受け容れ、福音主義に転向することが大多数の賛成で決定された。454人の市民が議決に参加し、圧倒的大多数が福音主義信仰を選択した。7人だけがカトリック信仰を堅持することを選び、その後すぐにこの街から去って行った。これは、ヴィンツハイムも同様であったが、起こりえたかもしれない事態を考えるとこのような小さな帝国都市にとっては大胆な措置であった。この頃フィリップ・メランヒトンが2度この街を訪れていることが証明されている。この街は1530年のアウクスブルク帝国議会でアウクスブルク信仰告白の受け入れを公式に表明した最初の帝国都市の1つとなった。1588年から1610年までアンスバッハ侯は、ドイツ騎士団、アイヒシュテット司教、パッペンハイム元帥、帝国都市ヴァイセンブルクの反対にもかかわらず、ヴュルツブルガー・ベルクにあった修道院を砲撃要塞に改築した。市議会は1590年に神学者の審査に基づいてマルガレーテ・ザイボルトを魔女として拷問して処刑し、侍女のアナ・フランクも処刑した。1591年に別の女性が「痛みを伴う尋問」の結果死亡した。

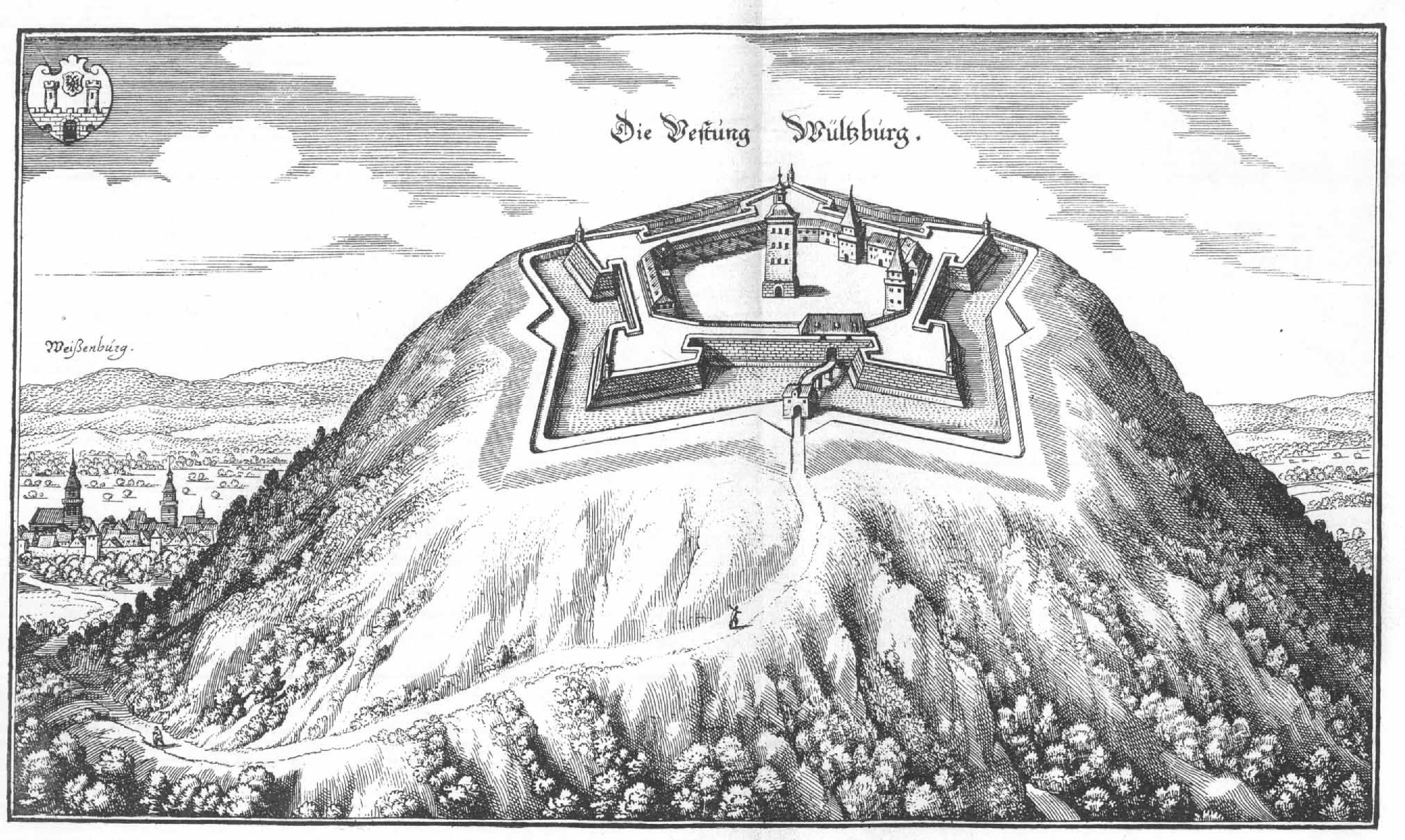
1656年に出版されたマテウス・メーリアンの銅版画に描かれたヴュルツブルク要塞

三十年戦争でこの街は、ヴュルツブルク要塞に近かったために何度も占領され、砲撃され、略奪された。最も酷かったのは1647年であった。要塞は1631年にティリー伯に占領され、1634年に焼失した。1688年、三十年戦争終結の40年後にもまだ29棟の空のままの建物があり、17世紀末にやっと新しい建物に建て替えられた。それでもこの街は、和平の成立後、以前の権利をすべて取り返すことができた。ナポレオン戦争ではこの街は何度も占領された。1798年、フランツ・トログラウアーをはじめとするフランケン大強盗団の強盗がヴュルツブルクに拘留された。何人かは処刑され、他のものは刑務所に投獄された。ヴァイセンブルクは1801年から資金難のために市壁を売却した。この街は1802年に帝国自由権を失い、当初はバイエルン選帝侯に、その後1804年からプロイセンに属し、1806年に最終的にバイエルン王国領となった。19世紀にヴァイセンブルクは中世の市壁の範囲を超えて拡大した。
アルザス地方のヴァイセンブルク（現在はフランス領のヴィサンブール）と区別するためこの街の呼称は、ヴァイセンブルク・アム・ザントあるいはヴァイセンブルク・アム・ノルトガウ（18世紀）からヴァイセンブルク・イン・バイエルンに変化した。ヴァイセンブルクはノルトガウに面していたが、それに属していたわけではなかった。バンベルクからニュルンベルクを経て南端がヴァイセンブルクに達する砂地（砂はドイツ語で Sand）は、ロート市もロート・アム・ザントとしてその名称に採り入れていた。

### 近現代
1808年にヴァイセンブルク地方裁判所（当時は行政機関も兼ねた）が設けられ、当初はアルトミュール郡に、1810年からオーバードナウ郡、1817年からはレツァート郡に属した。この郡は1838年にミッテルフランケンと改名された。エリンゲン地方裁判所およびパッペンハイム地方裁判所は1862年からヴァイセンブルク地方裁判所とともにベツィルクスアムト・ヴァイセンブルク（管区）を形成した。ヴァイセンブルク市は1863年にベツィルクスアムト・ヴァイセンブルクから分離され、郡独立市となった。1972年の市町村再編によりヴァイセンブルク・イン・バイエルン郡、グンツェンハウゼン郡およびそれまで郡独立市であったヴァイセンブルクが、ヴァイセンブルク＝グンツェンハウゼン郡という名の新たな郡として統合された。

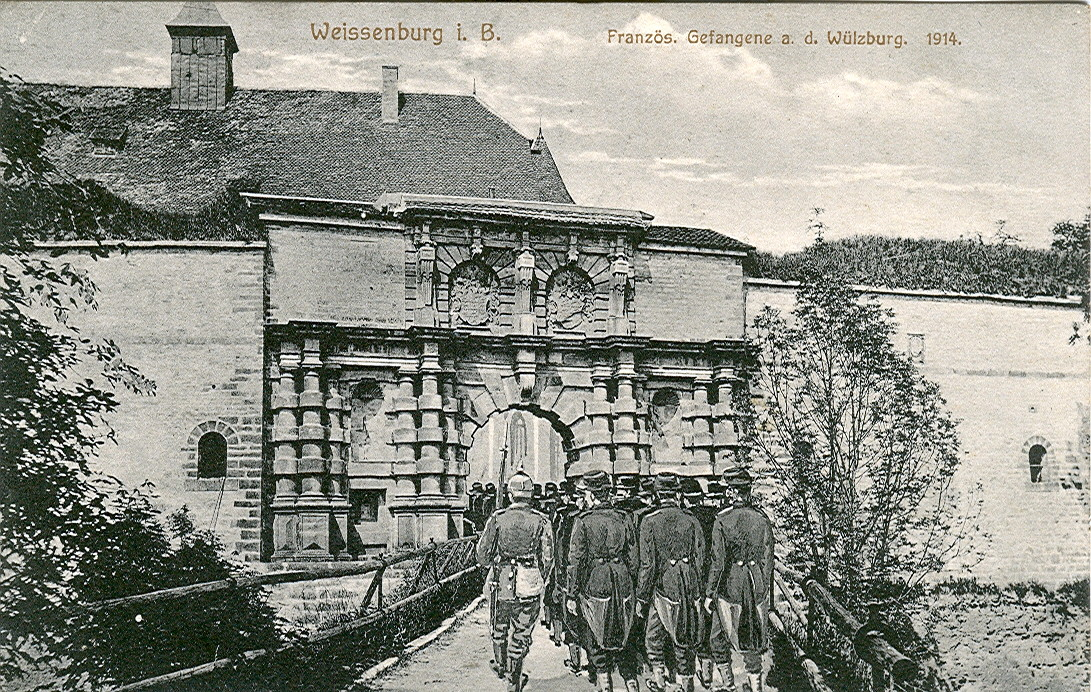
絵葉書「ヴァイセンブルク・イン・バイエルン - ヴュルツブルク要塞のフランス人捕虜 1914年」

19世紀に旧市街の多くの建物が取り壊された。たとえば、フラウエン門（1878年）、オーバートーア（1974年）、シュレッカー塔（1824/25年）、砦の壁の一部（1874年）などである。エリンガー門と旧市庁舎の取り壊し計画は実行されなかった。1882年にヴァイセンブルク市は長年空になっていたヴュルツブルクのほぼ全体を購入した。1821年7月29日にバイエルン王マクシミリアン1世ヨーゼフは、近くのシュタットヴァルト（市の森）を公有地として市に与える命令に署名した。1904年、市の名前に「イン・バイエルン」がつけられた。「イン・フランケン」をつけるという案は検討されなかった。ヴュルツブルク要塞は、第一次世界大戦および第二次世界大戦中は捕虜収容所として用いられた。1918年、後にフランス大統領となるシャルル・ド・ゴールが戦争捕虜としてヴュルツブルクに収容された。
第一次世界大戦では、ヴァイセンブルク市の住民から174人、現在ヴァイセンブルク市に含まれている小地区の住民から126人が死亡した。死者の多くはフランスやベルギーの戦場で亡くなった。第二次世界大戦中、ヴァイセンブルクに対する唯一の爆撃は、クラリオン作戦に伴い、1945年2月23日12:30頃に行われた。アメリカ空軍の爆撃機で「フライングフォートレス」（空飛ぶ要塞）と呼ばれたボーイングB-17が1機が隊列を離れ、本来は隣のエリンゲンに投下する計画であった汎用爆弾 1800 kg をアム・ホーフ広場の南に投下した。これにより9人の子供を含む22人が死亡した。南墓地の記念碑はこの犠牲者を追悼して建立された。4月23日に抵抗なくヴァイセンブルクにアメリカ軍が入城し、戦争が終結した。1946年から1947年のヴァイセンブルク・ポグロム裁判（ユダヤ人迫害に対する裁判）では、かつてのヴァイセンブルク市長ミヒャエル・ゲルストナーを含め57人が有罪判決を受けた。ヴァイセンブルクはアメリカ管理地域に含まれた。ズデーテンやシレジアから約6000人の故郷を逐われた人々がヴァイセンブルクに移住した。

### 市町村合併
市町村再編に伴う合併が1972年7月1日と1978年5月1日に行われた。1978年5月1日に廃止された自治体ヴァイボルツハウゼンから人口約250人のハーゲンブーフ地区がヴァイセンブルクに合併した。
| 旧町村                   | 合併年月日   |
| ------------------------ | ------------ |
| デッテンハイム           | 1972年7月1日 |
| エメッツハイム           | 1978年5月1日 |
| ハールト                 | 1978年5月1日 |
| ホルツィインゲン         | 1972年7月1日 |
| カッテンホーホシュタット | 1972年7月1日 |
| オーバーホーホシュタット | 1978年5月1日 |
| ローテンシュタイン       | 1972年7月1日 |
| ズッファースハイム       | 1978年5月1日 |
| ヴァイマースハイム       | 1972年7月1日 |

## 住民

### 人口推移

ヴァイセンブルク・イン・バイエルンの人口推移

ヴァイセンブルクはヴァイセンブルク＝グンツェンハウゼン郡最大の都市である。2020年時点では、9,473人が女性、9,105人が男性であった。193人が生まれ、259人が亡くなり、956人が転入し、952人が転出した。市には4,651軒の家屋があり、8,805世帯が住んでいる。1人あたりのの平均居住面積は 49.0 m2 で、バイエルン州の平均 48.7 m2 に比べ、わずかに広い。

### 宗教

#### キリスト教

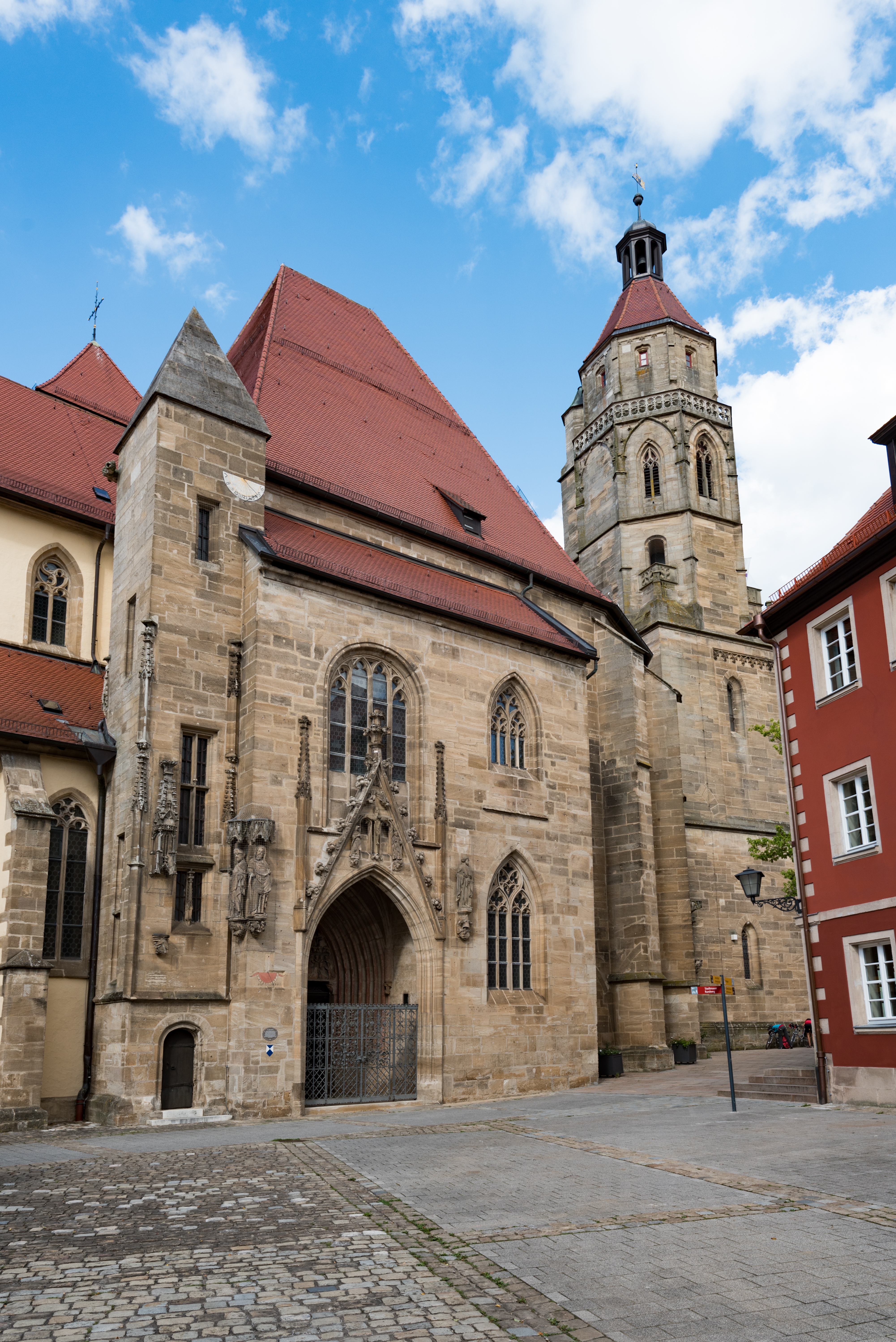
聖アンドレアス教会

ヴァイセンブルクは、元々はアイヒシュテット市教区に属していた。1530年11月15日、ヴァイセンブルク聖アンドレアス教会において、ペーター・フォン・プロイ（1464年 - 1550年）の下で住民の大多数がアウクスブルク信仰告白を受け容れ、福音主義に転向することを決めた。1850年代からヴァイセンブルクのカトリック住民の比率が増大した。1860年のカトリック信者は156人であったのに対して、1872年にはすでに470人となった。1970年にはヴァイセンブルクにカトリック信者が5,844人、プロテスタント信者が11,690人住んでいた。第二次世界大戦後に約6,000人の故郷を逐われた人々がヴァイセンブルクに移り住んだためカトリック信者、無宗教者、メソジスト信者の比率が大きく増大した。2011年の人口調査 (Zensus 2011) では、住民の約 52.2 % が福音主義ルター派の信者で、約 27.9 % がカトリック信者であった。

##### キリスト教組織
- Landeskirchliche Gemeinschaft (LKG) ヴァイセンブルク
- 福音主義メソジスト教会 (EMK) ヴァイセンブルク

#### ユダヤ教
13世紀に最初のユダヤ人がヴァイセンブルクに定住した。1298年にリントフライシュの迫害により多くのユダヤ人が殺害された。1348年から1349年のペストの流行をきっかけにやはりユダヤ人の迫害が起きた。現在も存在するユーデンガッセ（直訳: ユダヤ通り）は1514年に初めて記録されている。1520年のユダヤ人追放以後、三十年戦争の間を除いて、ユダヤ人コミュニティが存在した痕跡はないが、近隣の村にはそれが見られる。帝国都市博物館に収蔵されているヘブライ語の銘を刻んだ墓石がこの街のユダヤ人を思い起こさせる。

#### イスラム教
- トルコ・イスラム教会ヴァイセンブルクの Fatih Camii

## 行政

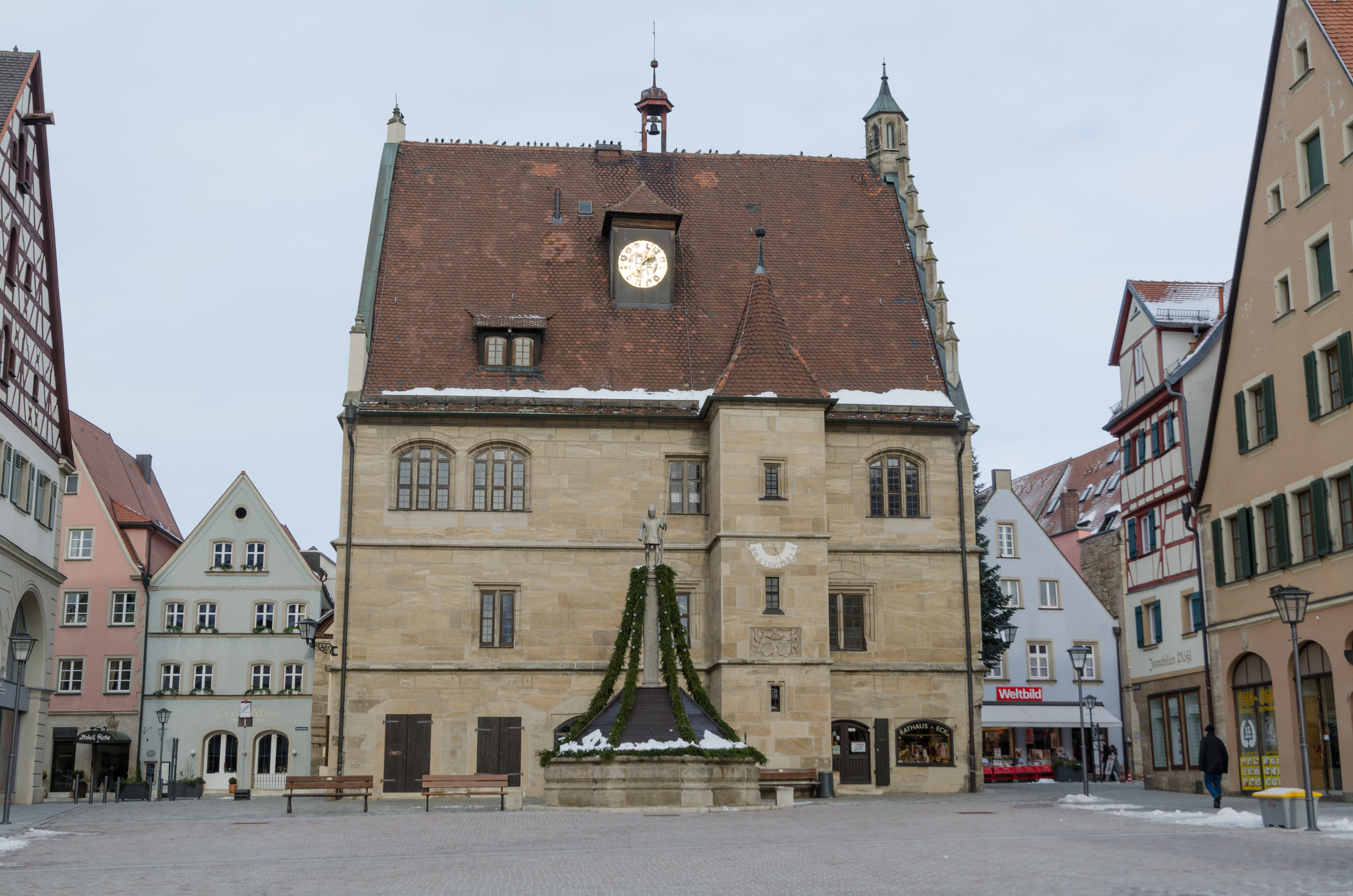
ヴァイセンブルク旧市庁舎

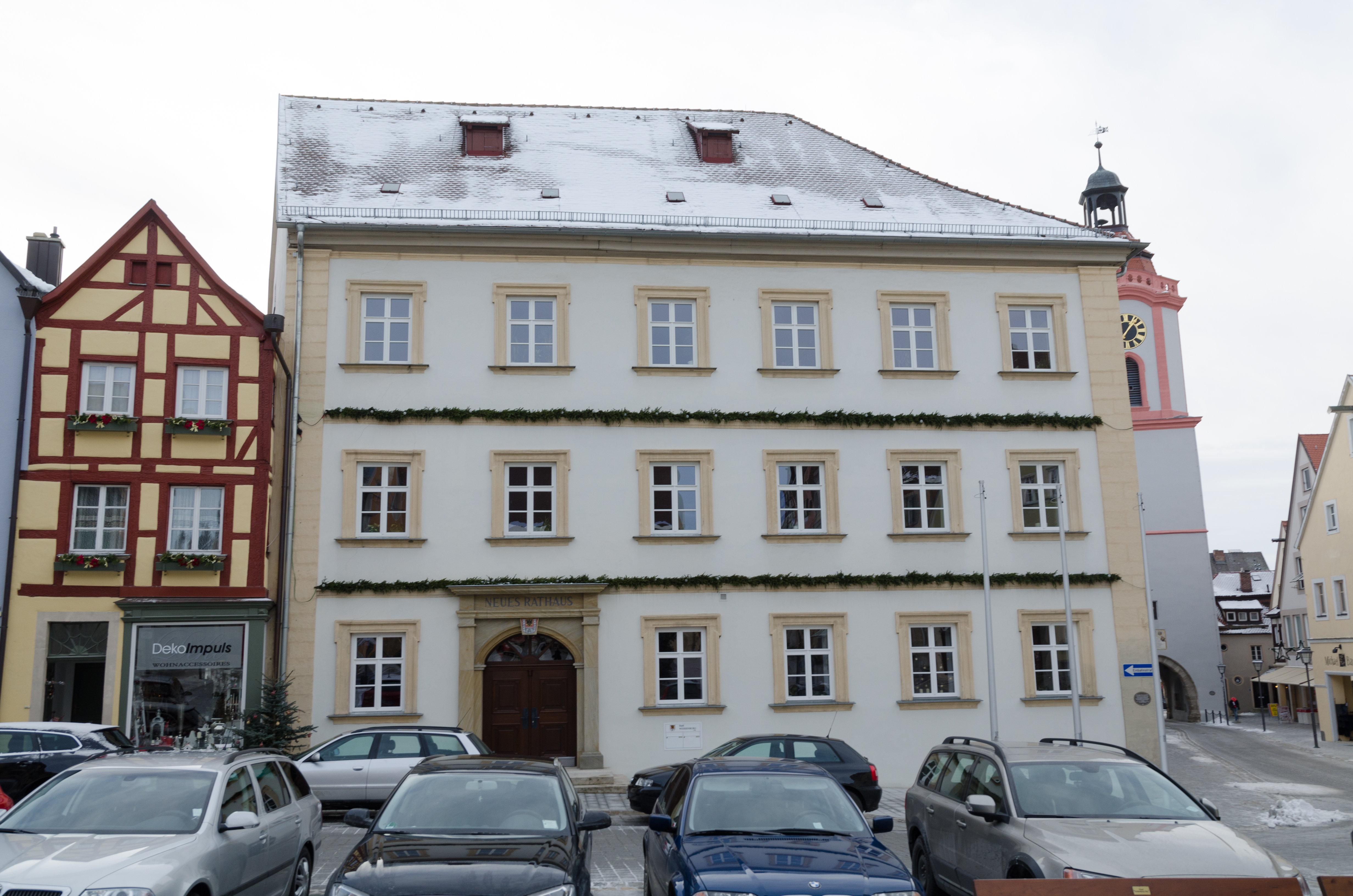
ヴァイセンブルク新市庁舎

### 議会
ヴァイセンブルク・イン・バイエルンの市議会は24議席からなる。

### 首長
第二次世界大戦後の上級市長を列記する。
- 1945年 - 1948年: フリードリヒ・トラバー
- 1949年 - 1960年: ルートヴィヒ・ツムスヒルン (SPD)
- 1960年 - 1972年: ホルスト・レンツ（無所属、CSU推薦）
- 1972年 - 1984年: ギュンター W. ツヴァンツィヒ (SPD)
- 1984年 - 2008年: ラインハルト・シュヴィルツァー (CSU)
- 2008年 - : ユルゲン・シュレッペル (SPD)[30]

### 援助協力関係
1955年、カーデン、ドゥパウ、クレステルレ・アン・デア・エーガーおよびカーデン郡から追放されたズデーテンのドイツ人に対する援助協力関係が締結された。援助協力関係締結50周年を記念して帝国都市博物館にカーデン館が開館した。

### 紋章
図柄: 赤地に、2本の胸壁の塔を持つ銀の城。その上に黒い双頭の鷲が描かれた金の小楯が浮かんでいる。
ヴァイセンブルクは1481年に皇帝フリードリヒ3世から市の紋章を与えられた。
紋章の由来: 黒い双頭の鷲は帝国鷲で、神聖ローマ帝国時代にヴァイセンブルクが自由帝国都市であったことを表している。1808年から1835年まで小楯の中は鷲の替わりに大文字の W が描かれていた。

## 文化と見所

### 建築

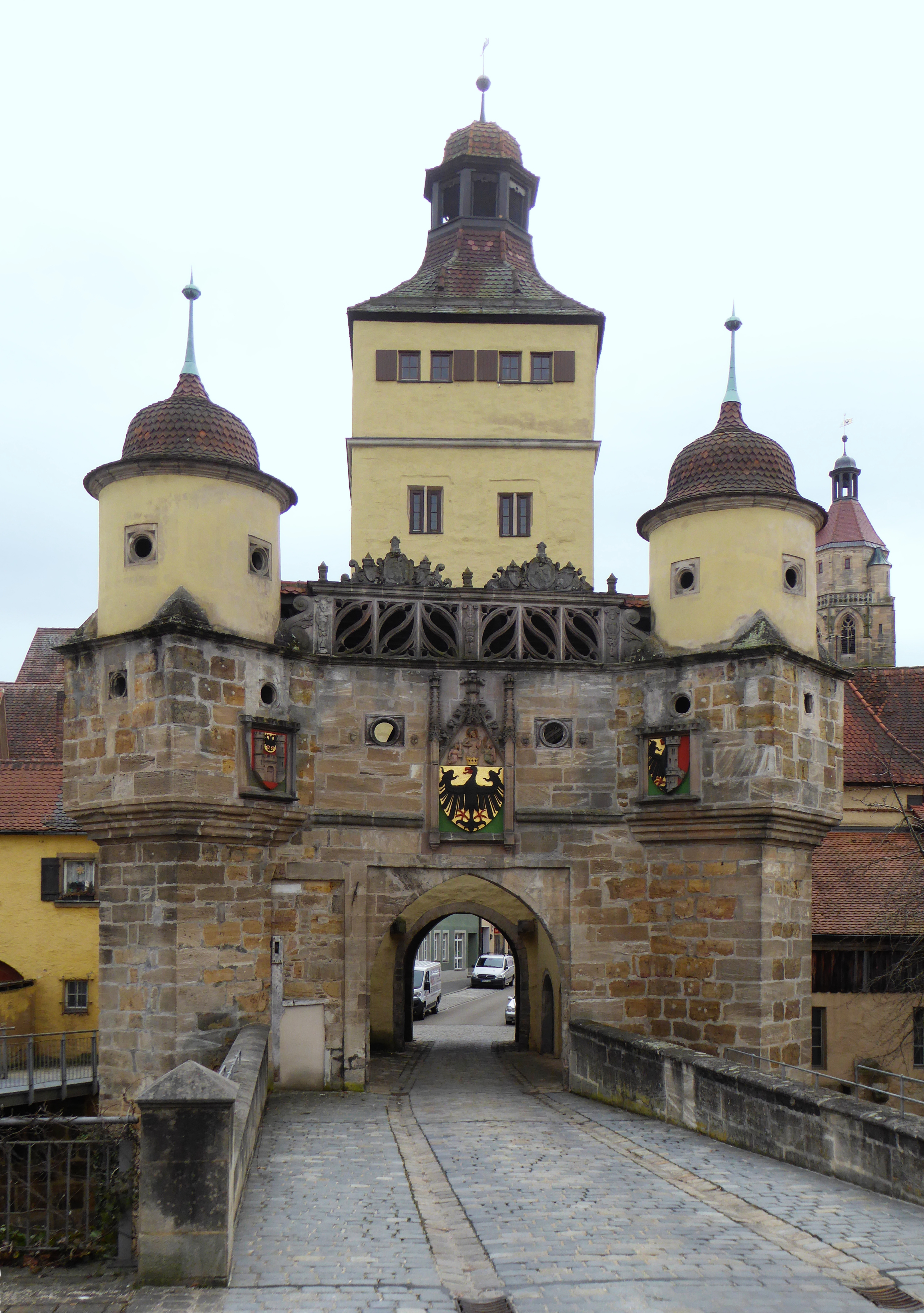
エリンガー門

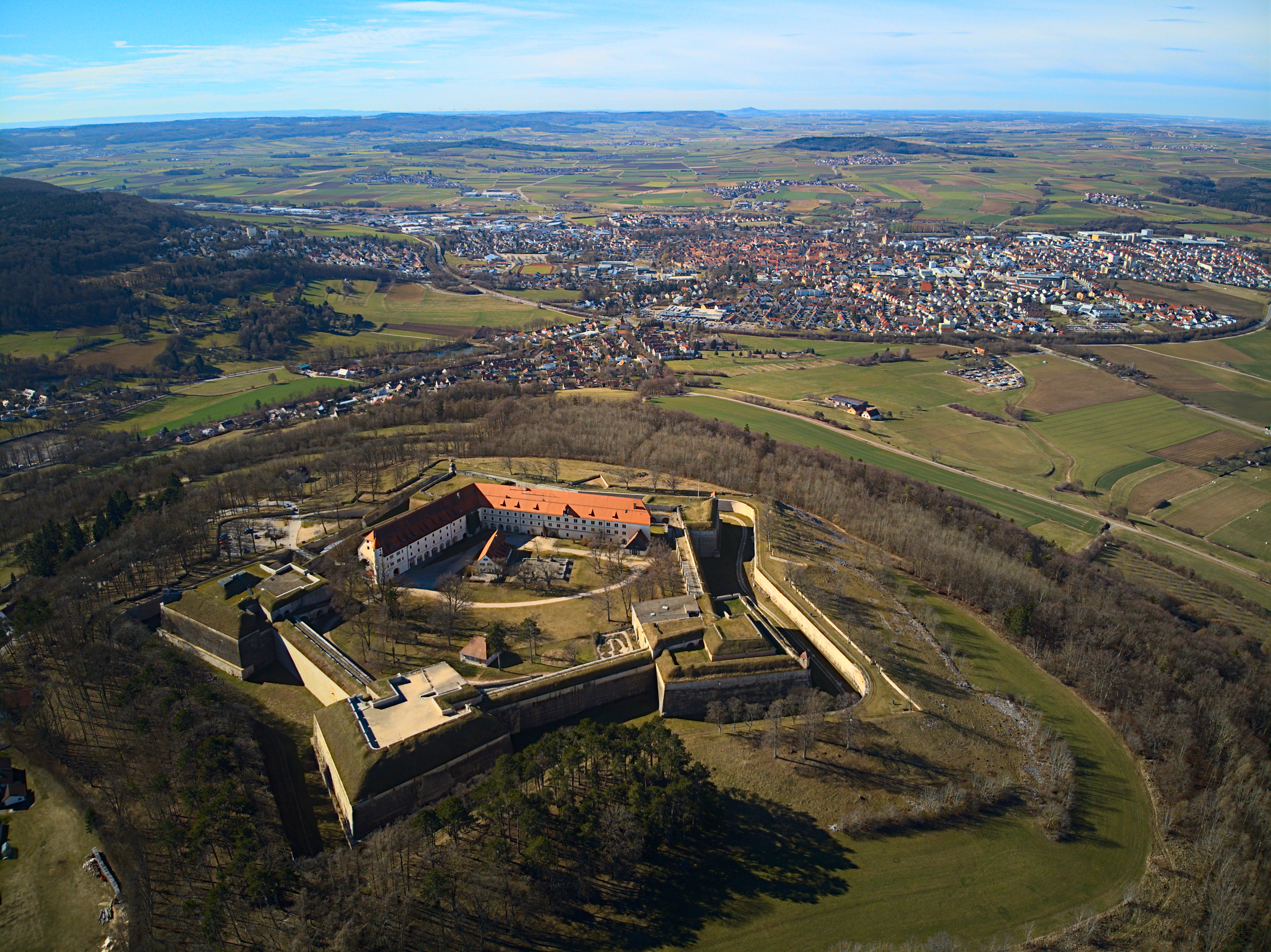
ヴュルツブルク要塞

- 3つの市門のうち、2つが19世紀後半に破壊され、エリンガー門だけが遺されている。この建物は2回ドイツ連邦郵便の切手に描かれた。
- ローマ時代の公衆浴場跡、ウィクス跡、カストラ・ビリキアナの遺構
- ボールベルクの斜面に建つビスマルク塔
- ヴァイセンブルクの旧市街全体が保護文化財に指定されている。都市景観は中世後期の木組み建築やバロック様式の民家によって形成されている。旧市街には旧ラテン語学校、シャイブラインス塔、旧ヴィルトバート（天然鉱泉）、旧区裁判所、ブラウエス・ハウス（青い家）、レプキュヒナーハウス、クライネス・シュピタール（小病院）、カゼルネ（兵舎）、ローゼンバート、フュンフエック塔、新旧市庁舎、ローゼン通り、アム・ホーフ広場、ルイトポルト通りがある。ヴァイセンブルク内市街で5つの古い民家に数えられるのが、ルイトポルト通り16番地、ユーデンガッセ14番地、マルクトプラッツ3番地、ローゼン通り10番地、ローゼン通り18番地の建物である。ヴァイセンブルクの泉には、シュヴェッパーマンブルネン、カイザー＝ルートヴィヒ＝ブルネン、ミレニウムスブルネンがある。
- 19世紀に、工場主たちが、それまでのほぼ中世の旧市街だけで構成されていた人口密集都市から、シュティヒヴィラやデルフラーヴィラのような大規模なレンガ造り、あるいは古典主義様式の邸宅に移り住んだ。
- ベルクヴァルトテアター・ヴァイセンブルクは野外ステージである。このステージは1928年に庭園建築家ベルンハルト・ニルの設計に基づいてかつての採石場に建設され、1929年にヨハンナ・アルンツェンによる「ヴァルトブルクの森の劇団公演により完成した。
- フォッサ・カロリーナは、793年に建設され、ライン/マイン水系とドナウ水系とを結ぶものであった。この運河はルートヴィヒ＝ドナウ＝マイン運河（ドイツ語版、英語版）やマイン＝ドナウ運河の先駆けをなすものである。建築の遺構は市内で見ることができる。
- 1882年に建設された保存状態の良いルネサンス要塞であるヴュルツブルク要塞は、市の高台に建っており、市が所有している。元々はベネディクト会修道院であったが、1588年に要塞に改築された。1968年から国の重要文化財に指定されている。
- アウクスブルク方面に向かう連邦道2号線沿い、レーマーブルネンヴェーク入口付近に、2015年8月4日に芸術家ローラント・オッティンガーが創作した「レーマーマスケ」（直訳: ローマ人の仮面）が展示されている。ヴァイセンブルク (バイエルン) 駅の向かいに位置するビスマルクアンラーゲ公園にやや小さい2つ目のマスクが設置された[33][34]。

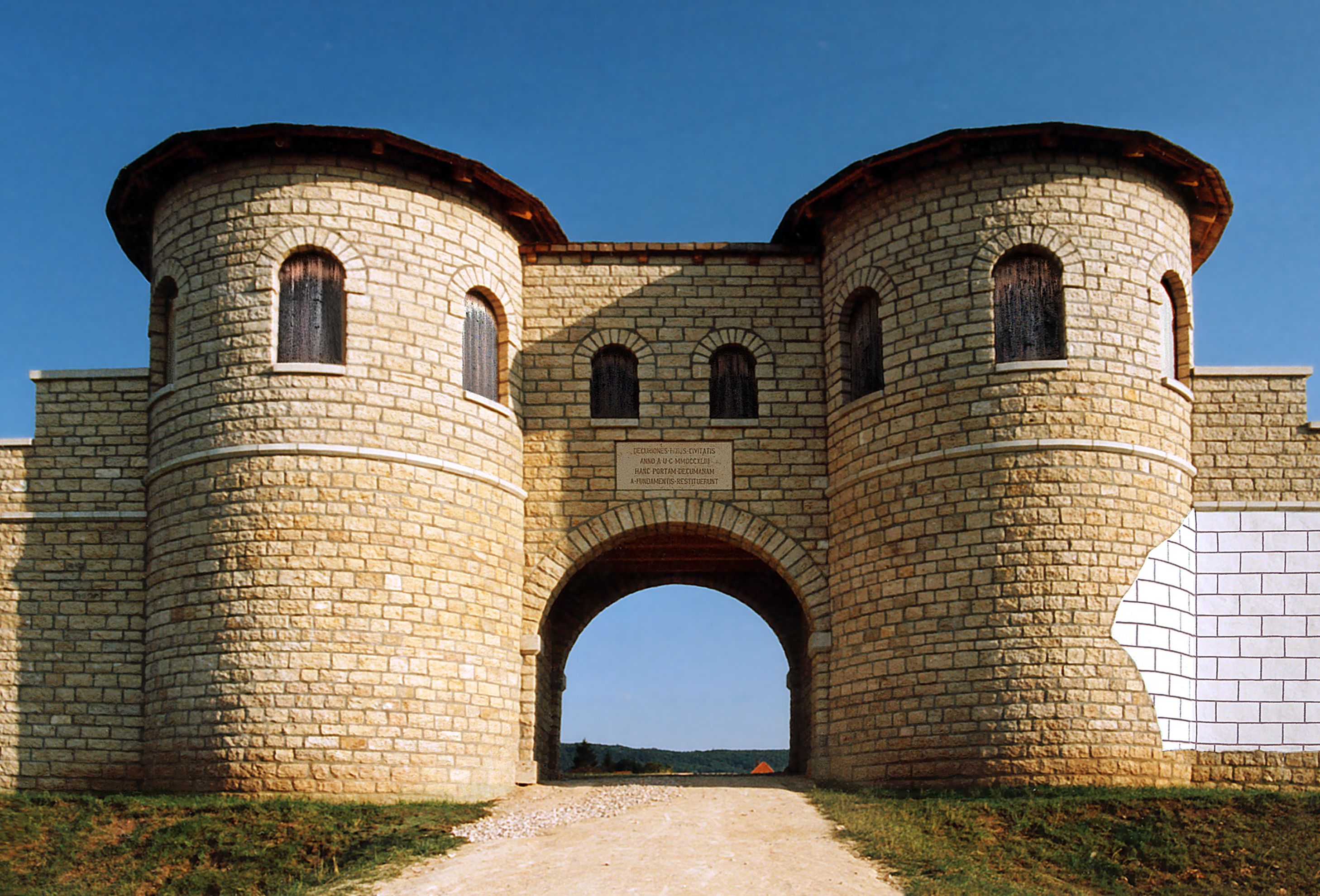
復元されたカストラ・ビリキアナ（カストラ・ヴァイセンブルク）の門
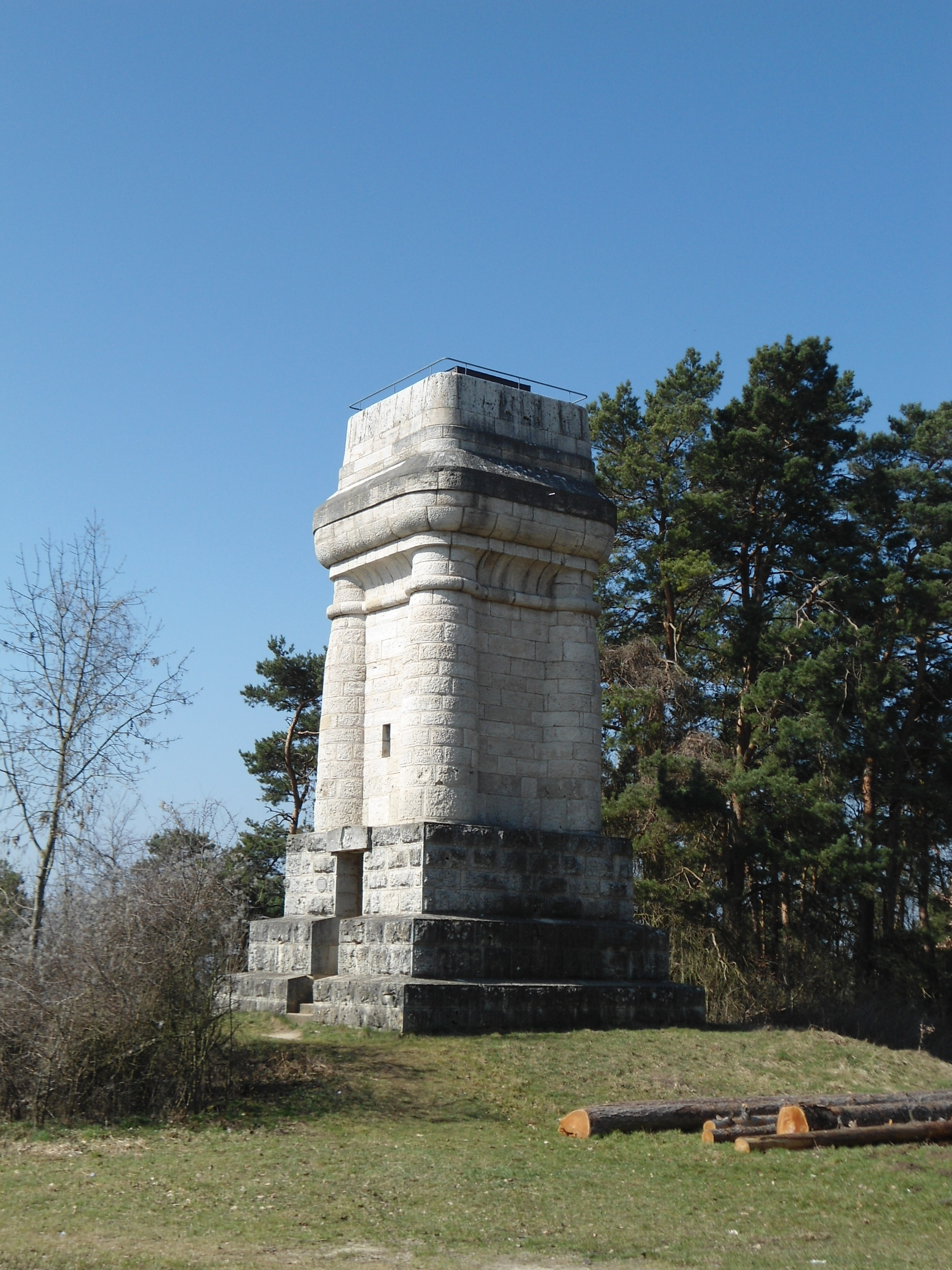
ビスマルク塔
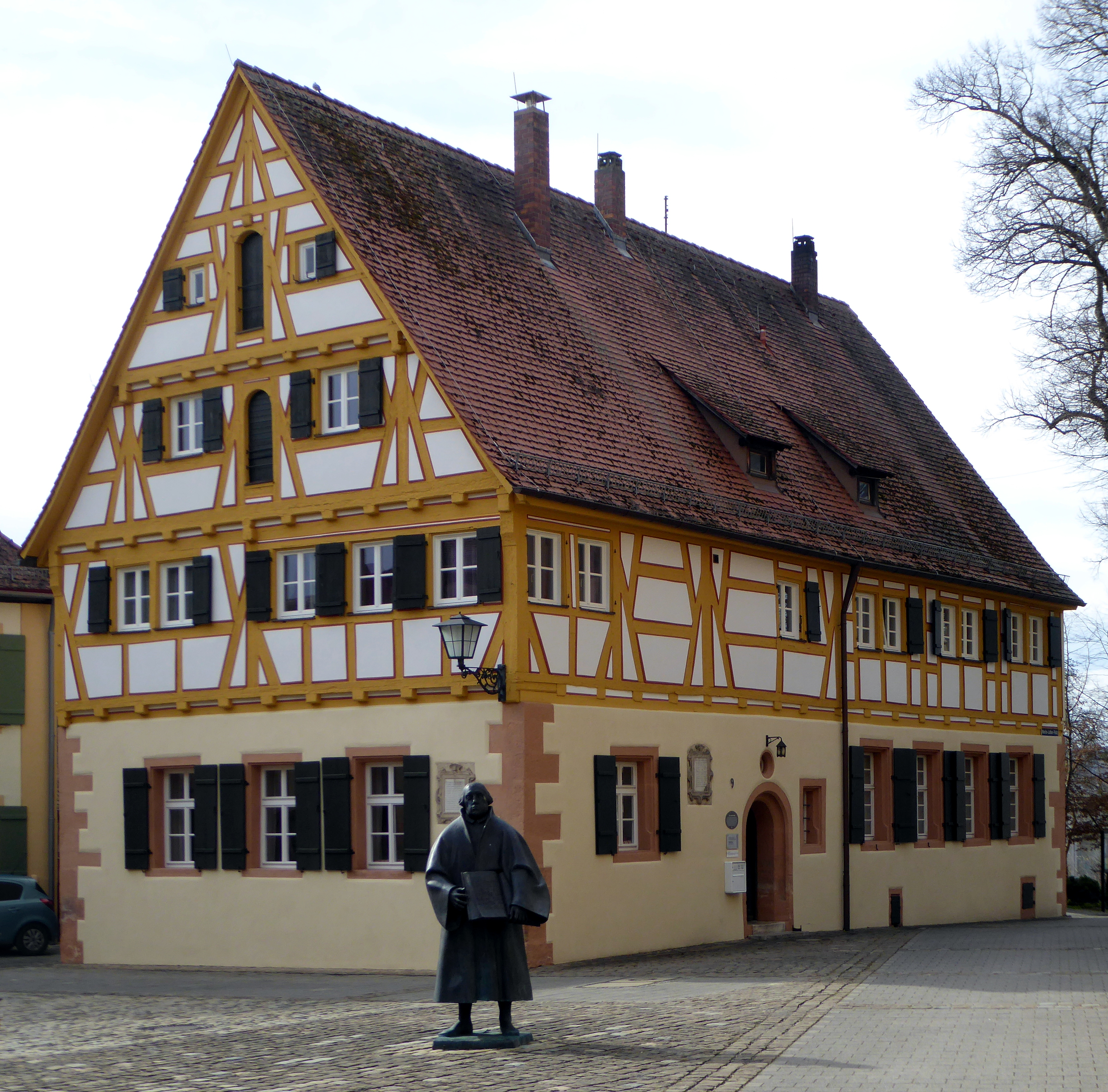
旧ラテン語学校
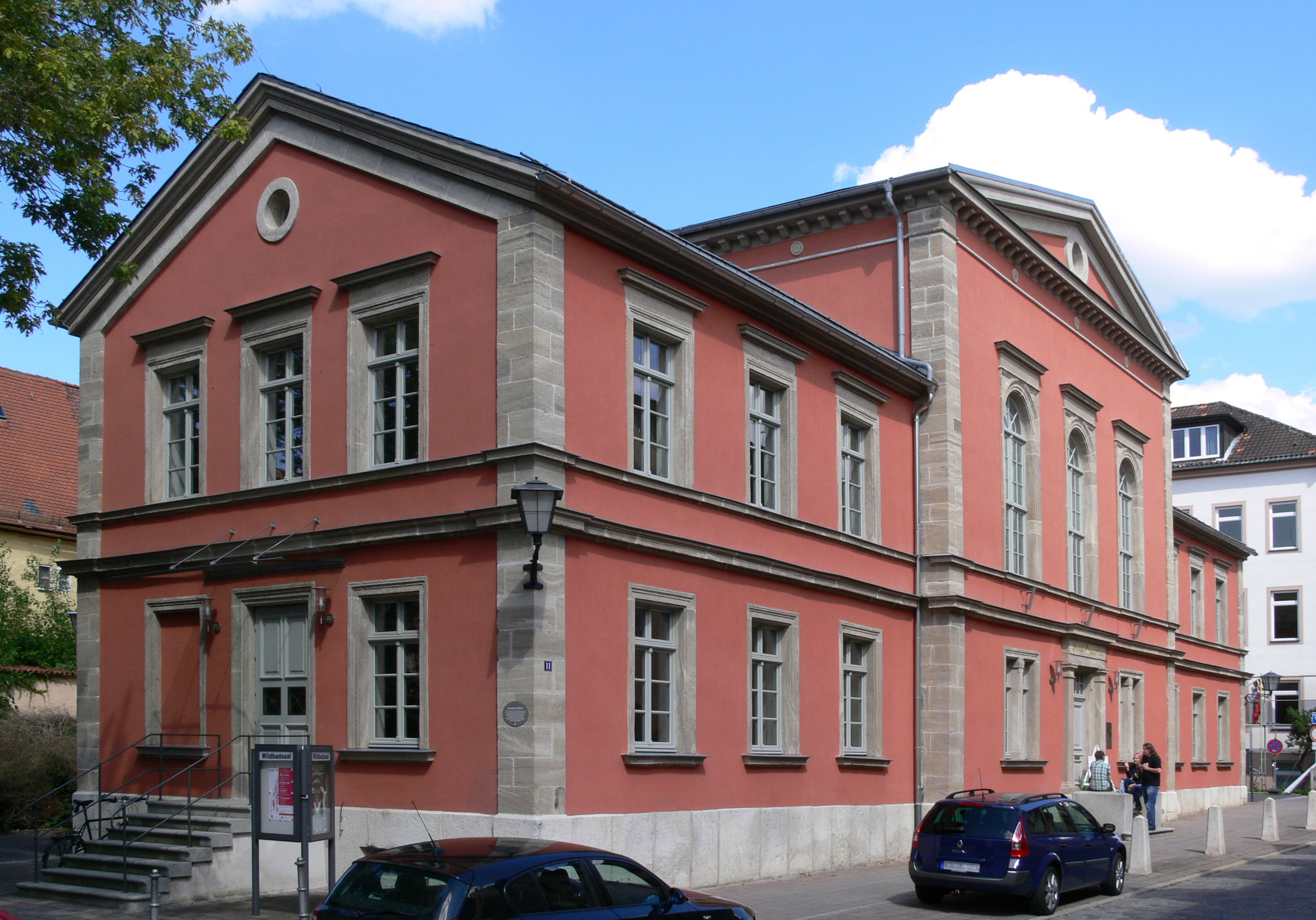
旧ヴィルトバート
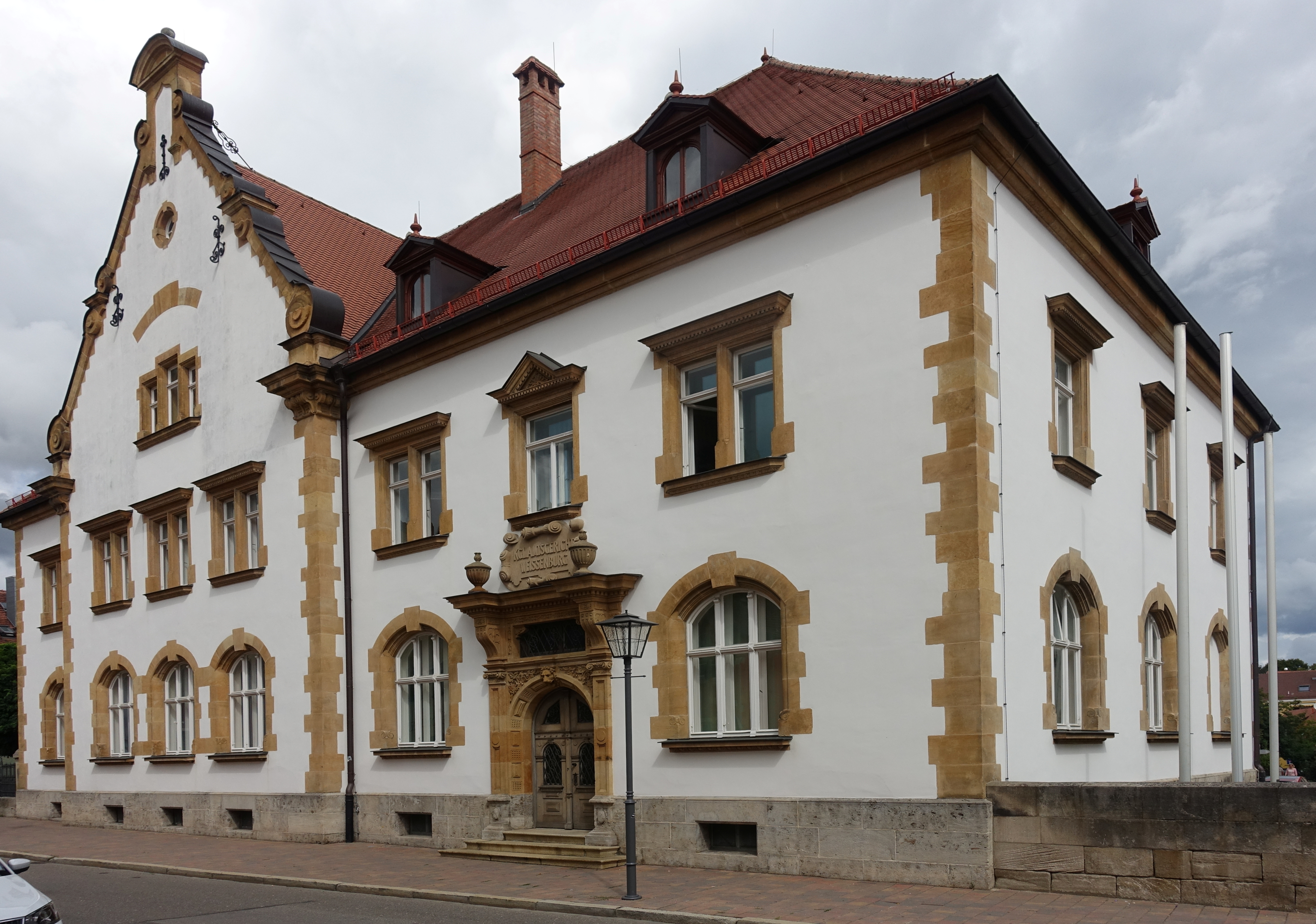
旧区裁判所
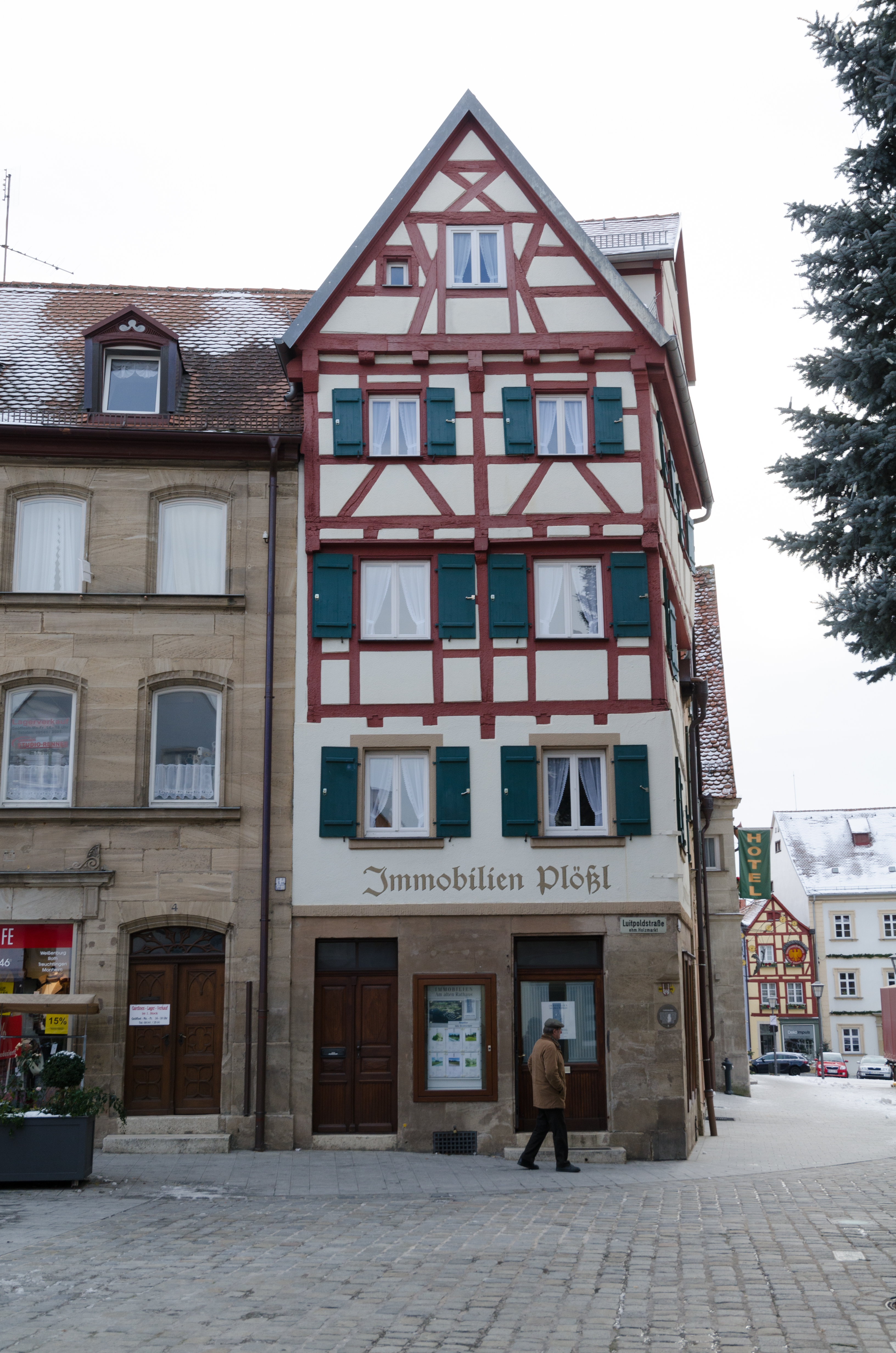
レプキュヒナー・ハウス
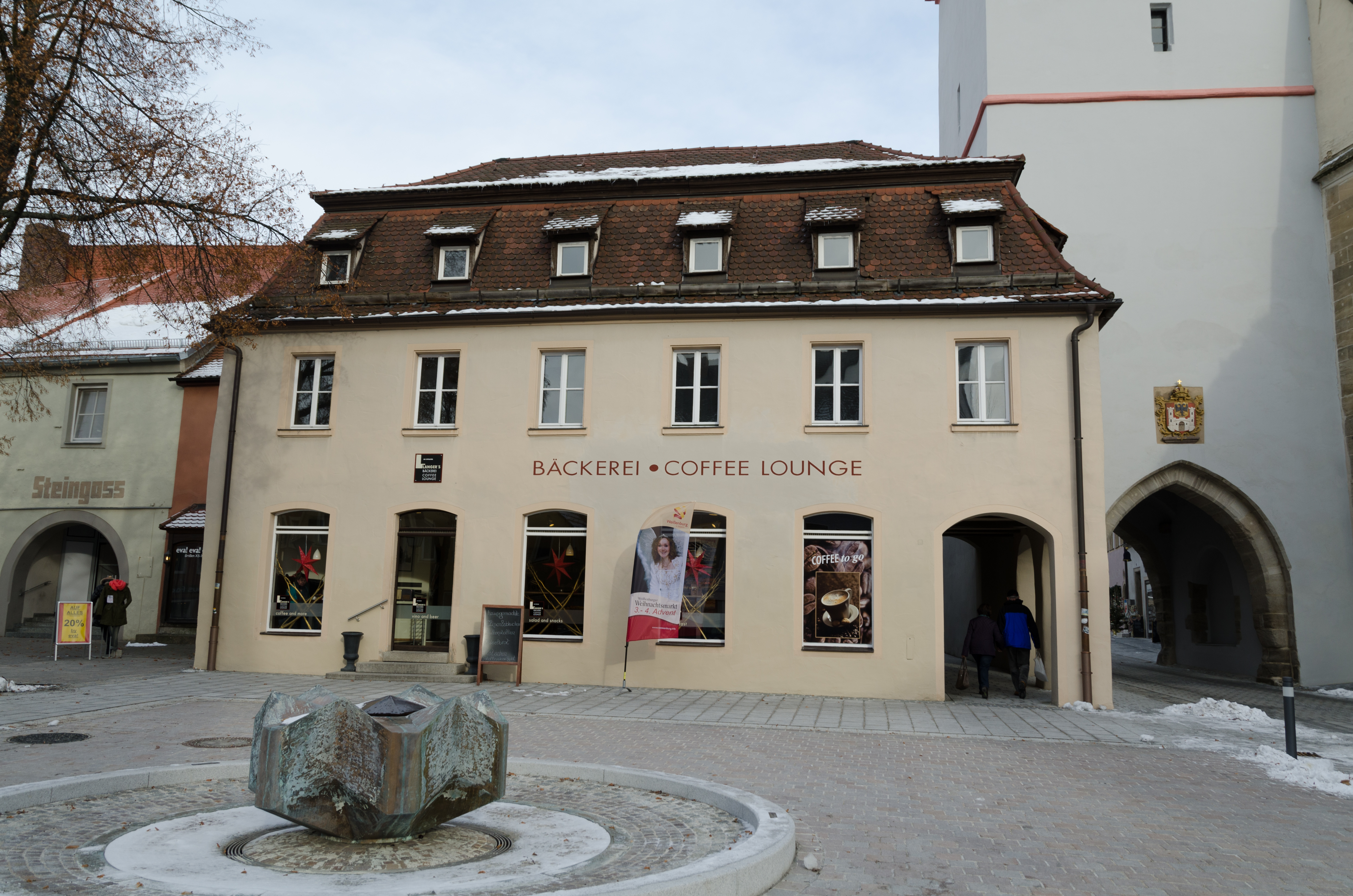
クライネス・シュピタール
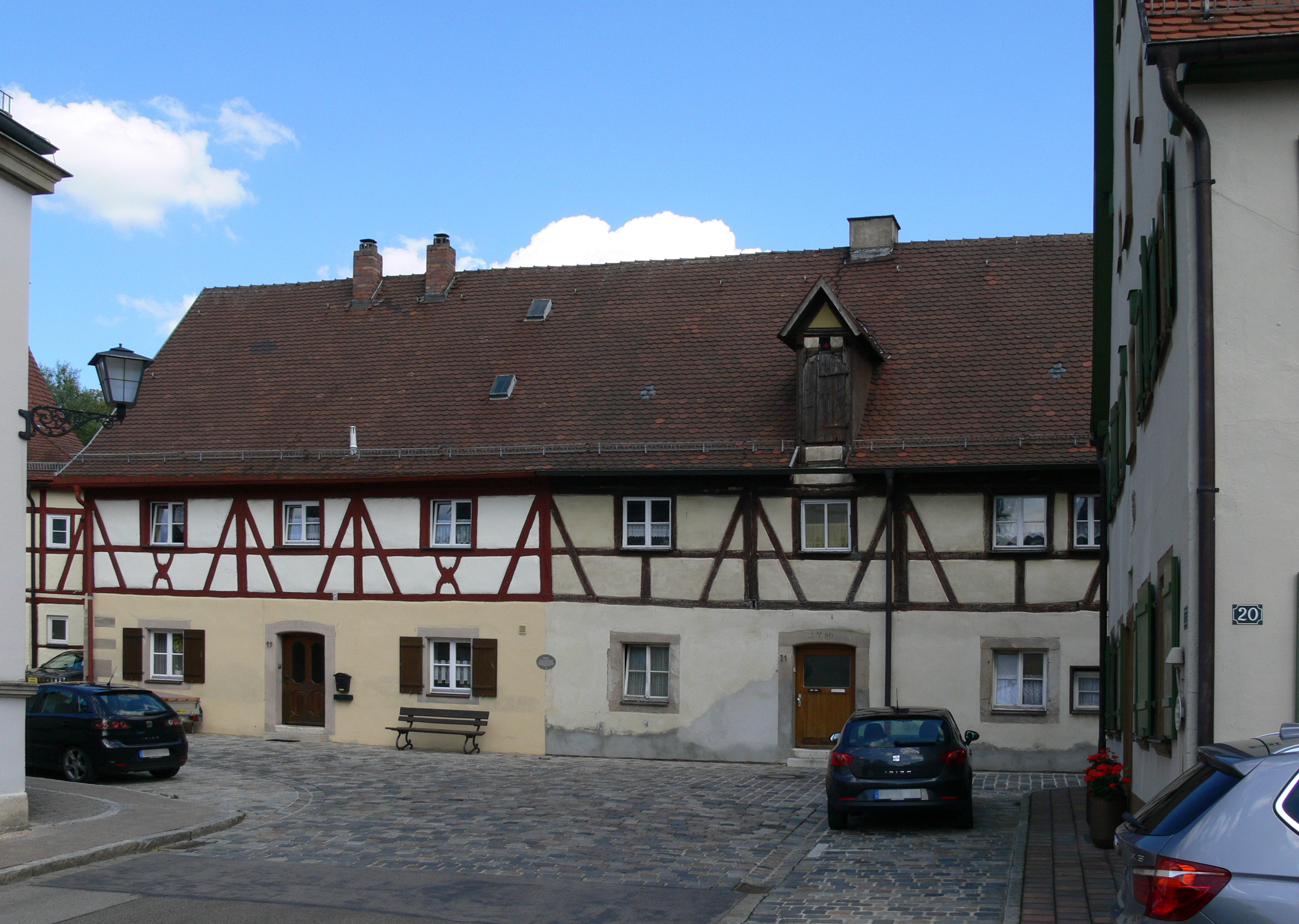
兵舎
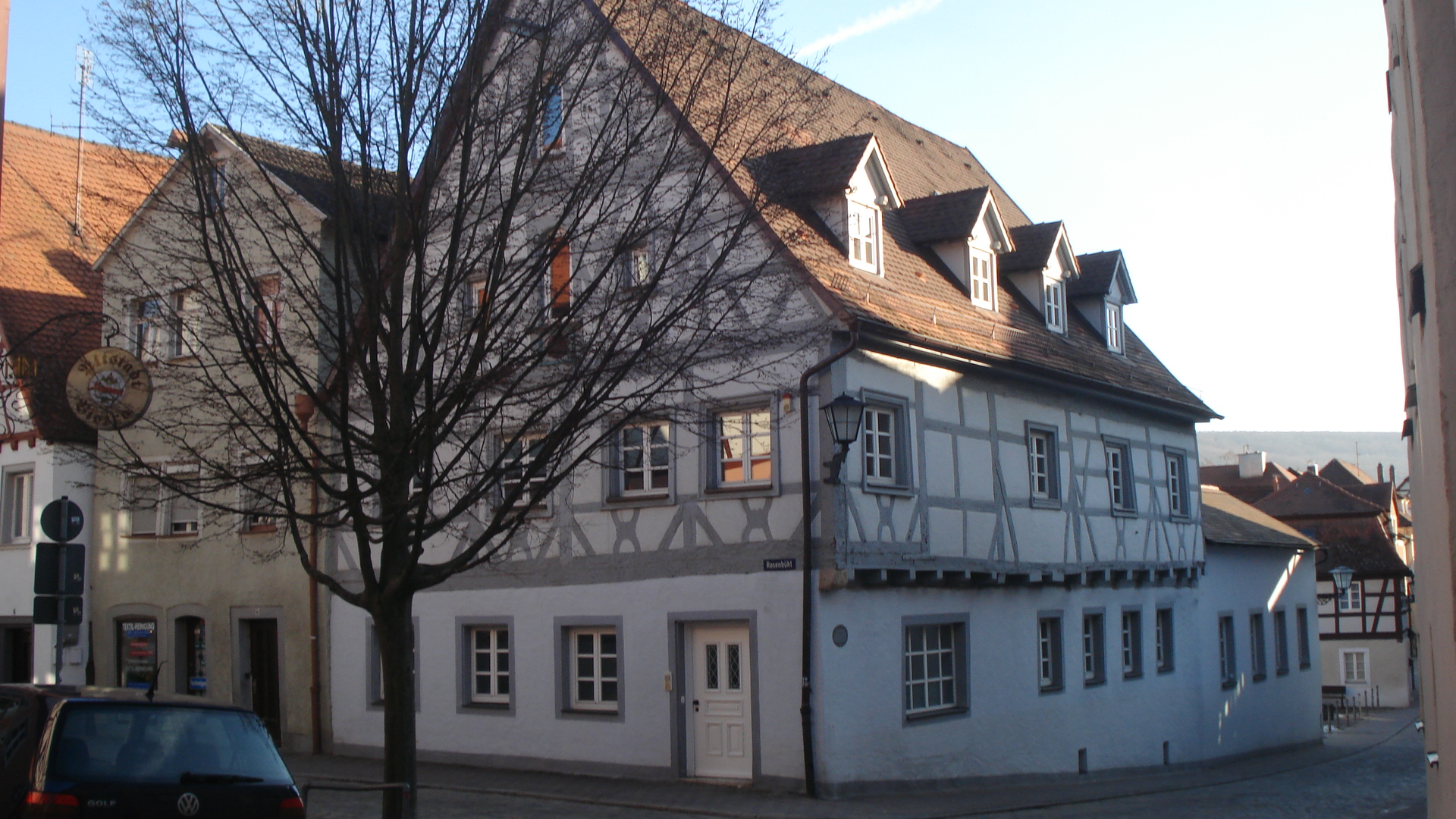
ローゼンバート
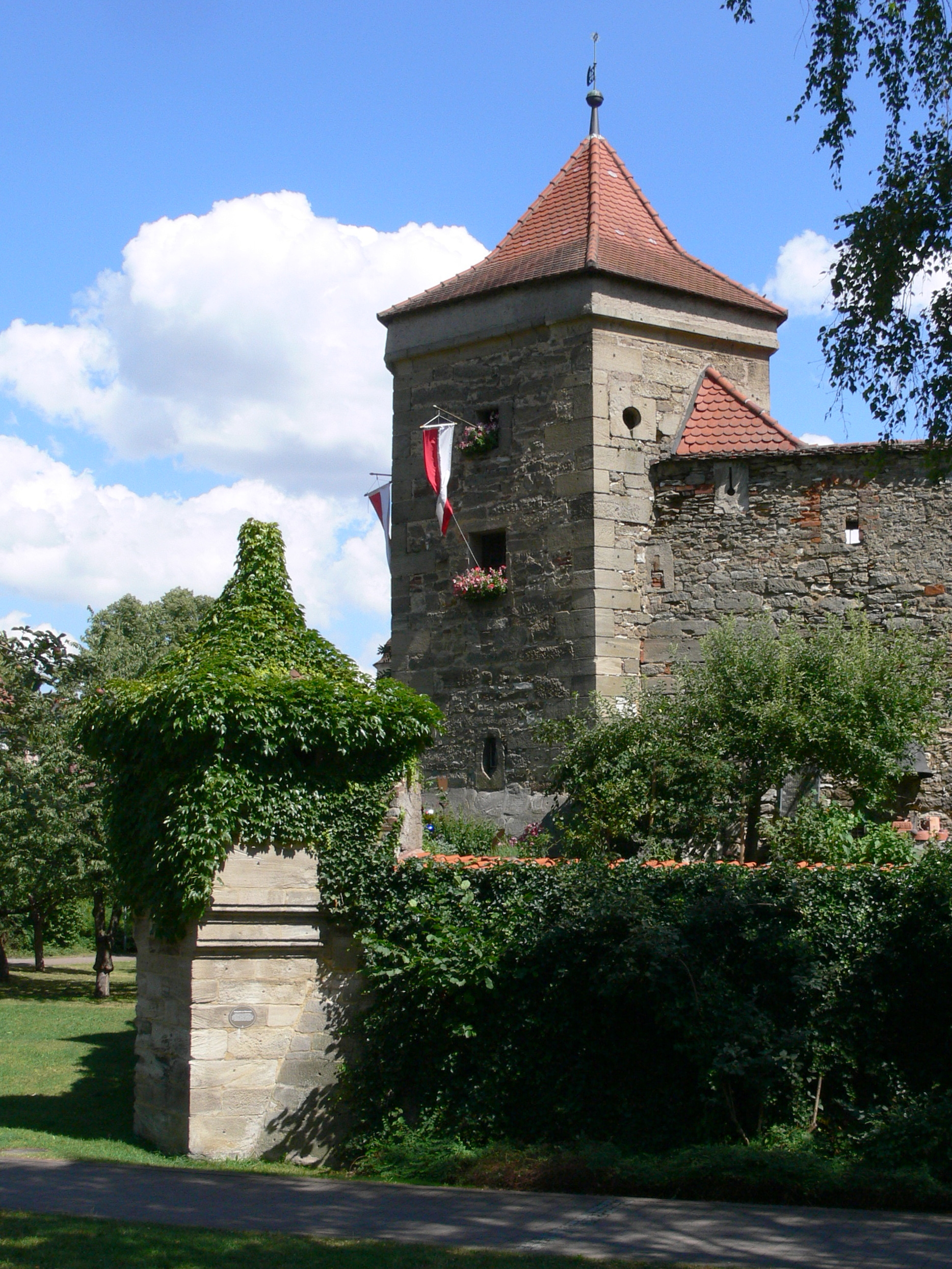
フュンフエック塔
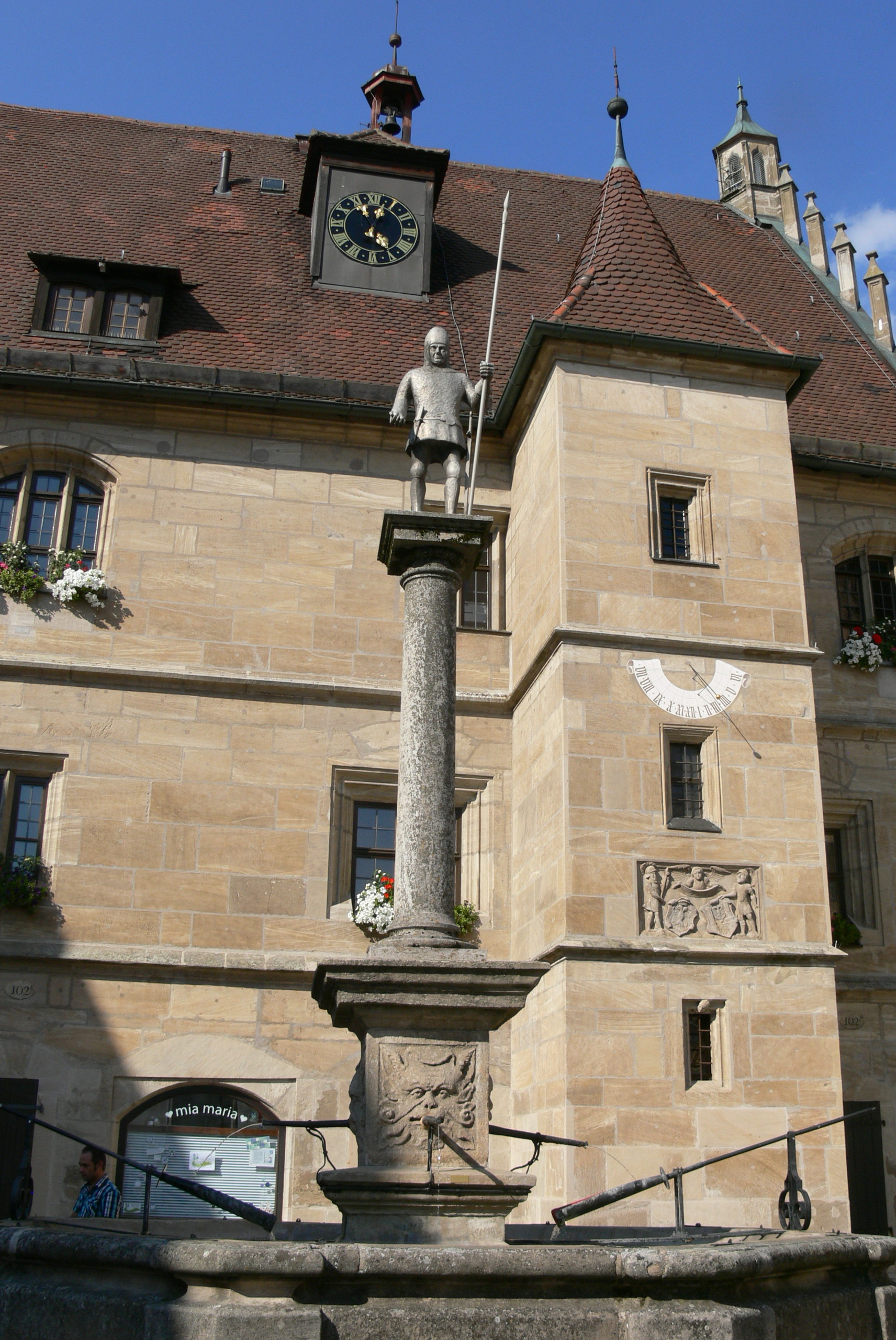
シュヴェッパーマンスブルネン
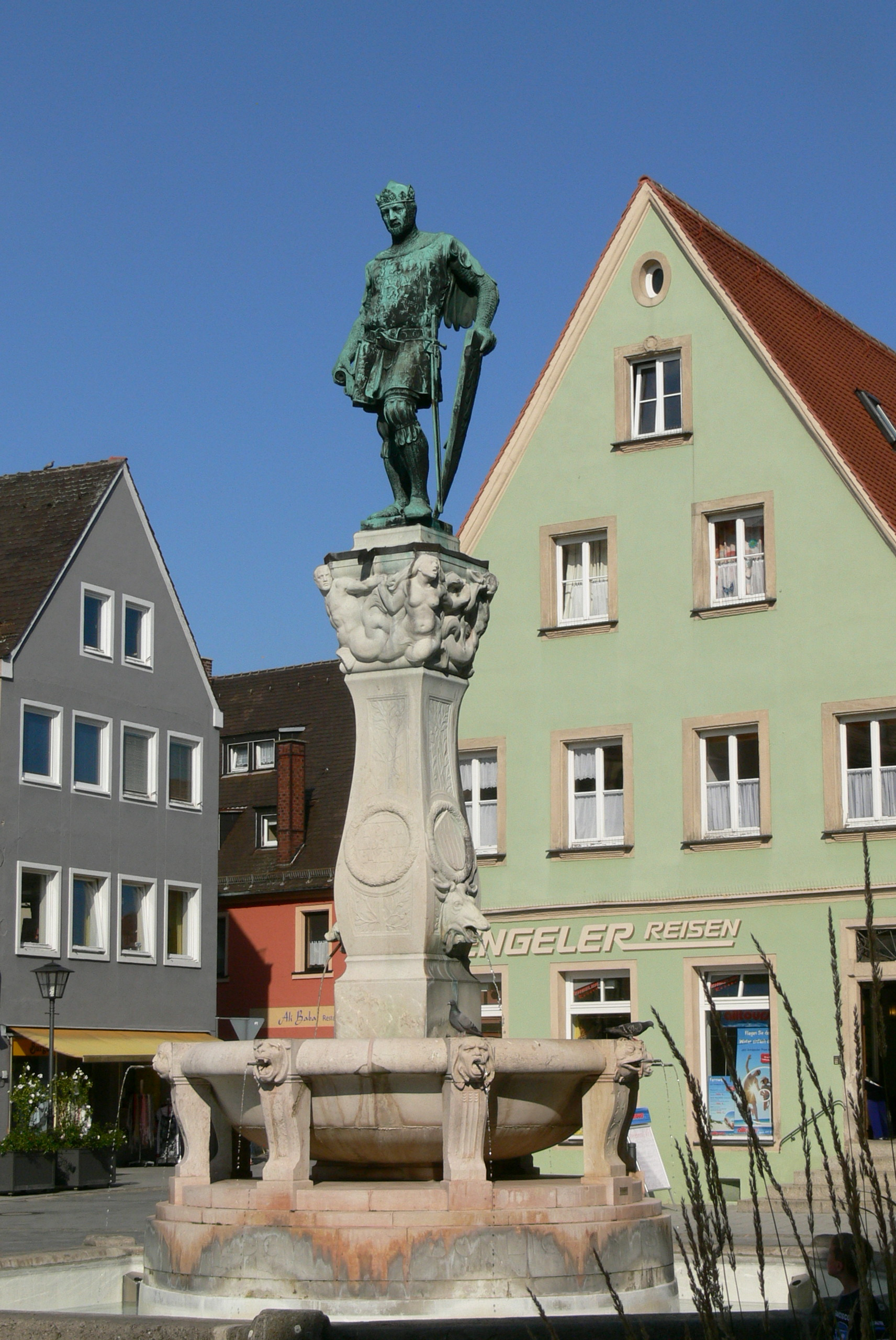
カイザー＝ルートヴィヒ＝ブルネン
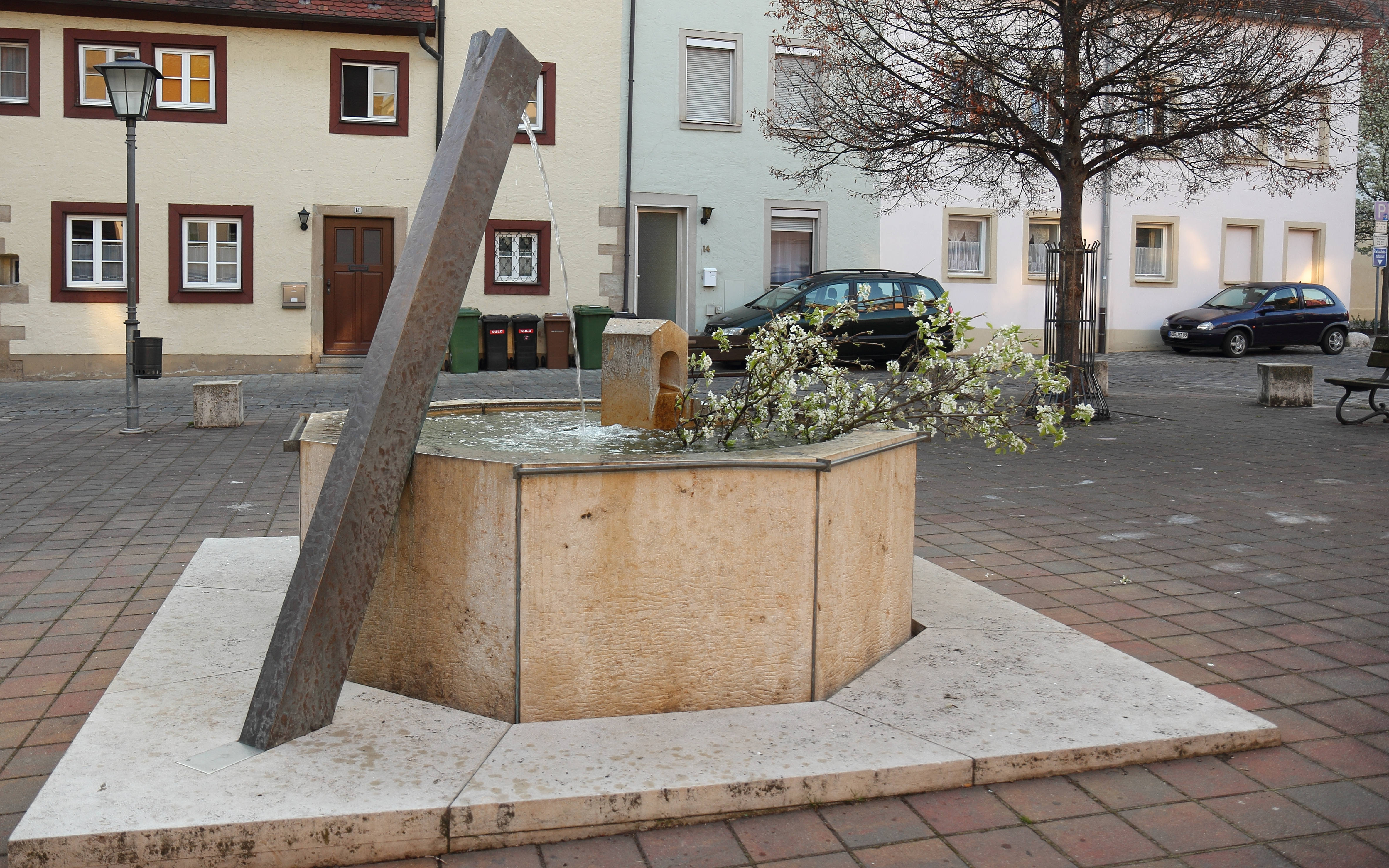
ミレニアムスブルネン
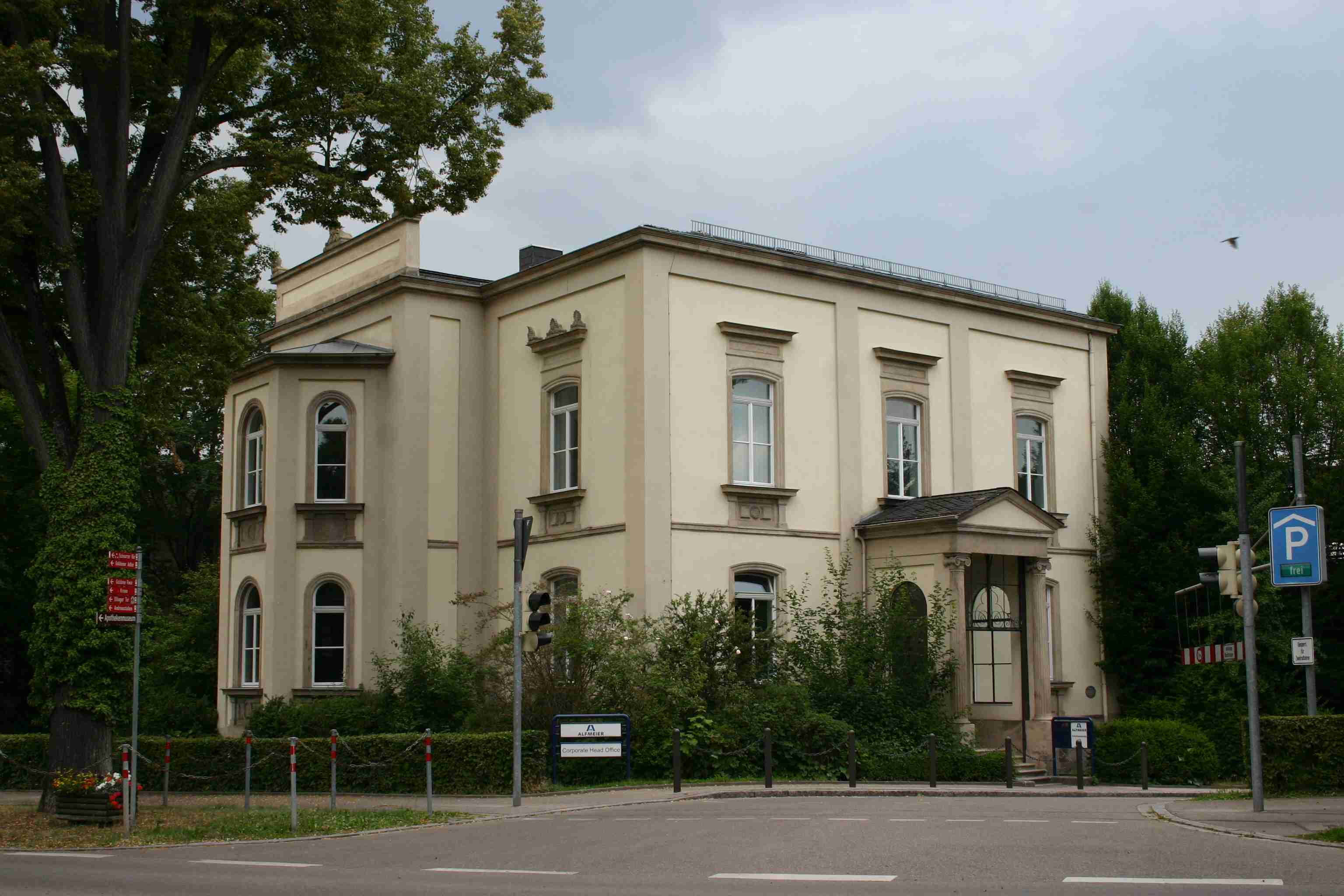
デルフラーヴィラ
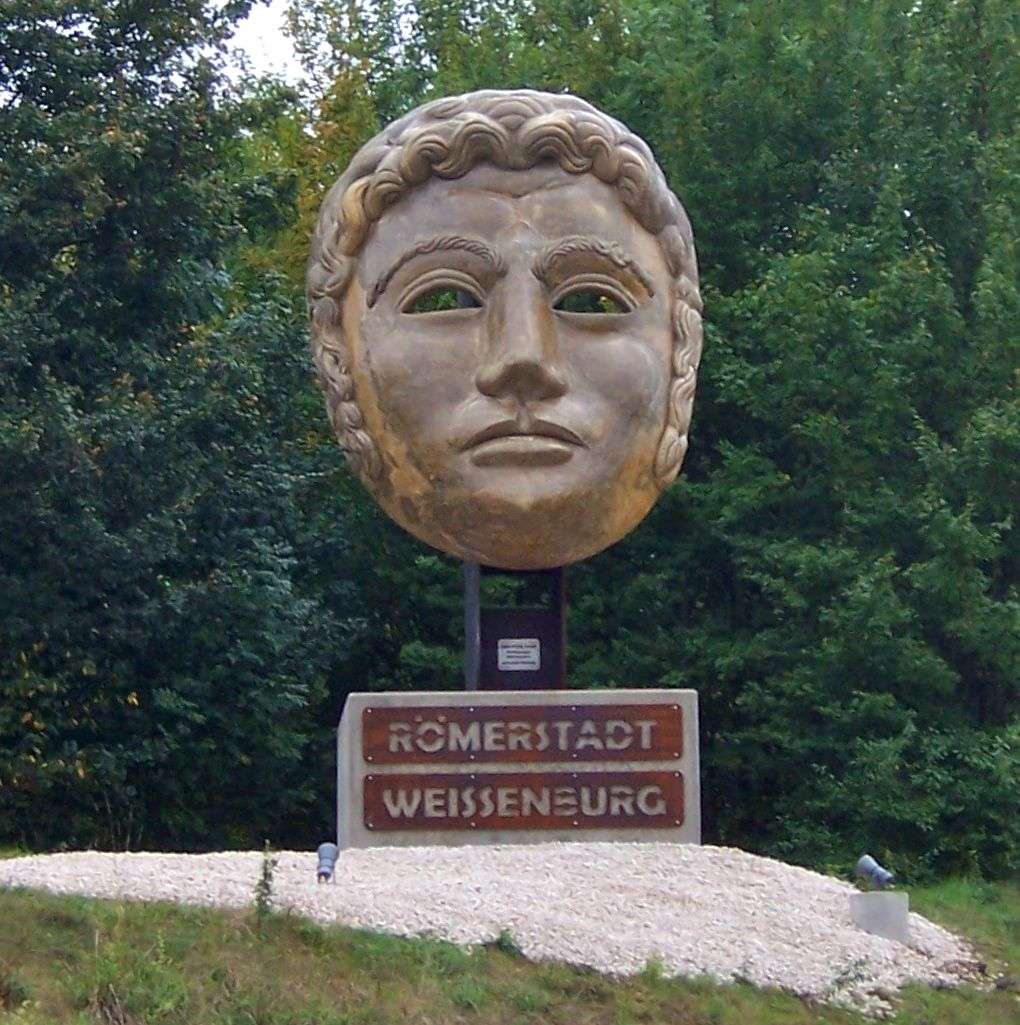
B2号線沿いの「ローマ人の仮面」

### 教会

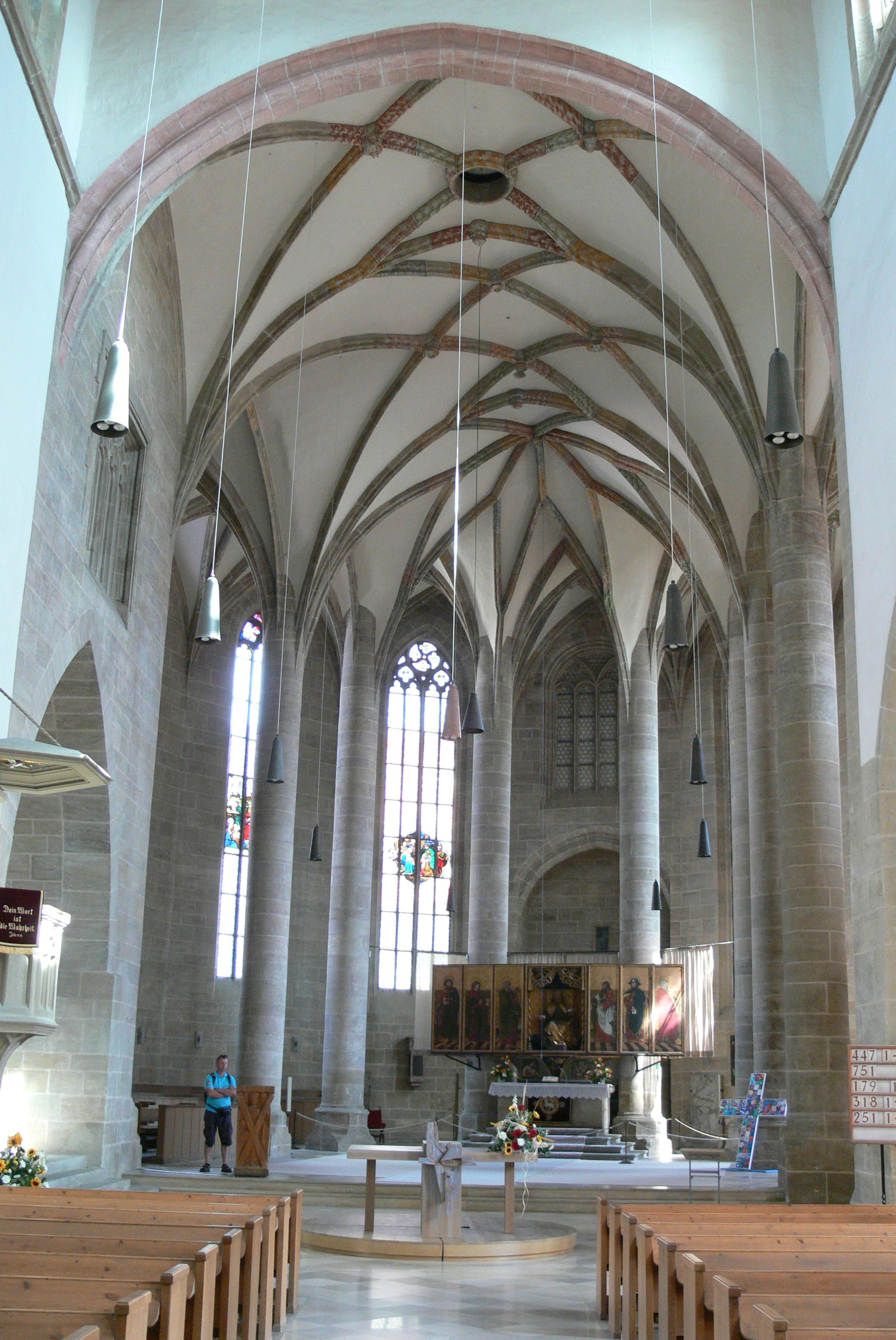
聖アンドレアス教会の内陣ホール

聖マルティン原初教会は700年頃に旧市街の最も古い部分に建てられた。マルティンス教会は、1329年に聖アンドレアス教会によって市教会の地位を失った。マルティンス教会は1534年の宗教改革に伴って世俗化された。1863年には取り壊され、エドゥアルト・ビュルクラインが設計した新しい建物に建て替えられた。現在の穀物市場がそれである。もう一つの現存しない教会は、1182年に礼拝堂の基礎壁が造られ、1290年に取り壊された。1520年にシナゴーグの替わりに木造のマリエン礼拝堂が計画されたが、宗教改革により建設されなかった。
ゴシック様式の福音主義市教区教会聖アンドレアス教会は1327年に完成した。1400年頃に拡張され、1891年に高さが引き上げられた。1958年に元のゴシック様式の姿に戻された。保護文化財に指定されているこの教会の内陣ホールは比較的高く、南ドイツ後期ゴシックの傑出した作品とされている。
福音主義の施療教会である聖霊教会は1447年に建設され、1729年にガブリエル・ド・ガブリエリによってバロック化された。ここはこの帝国都市の重要な財源であった。
カトリックの聖ヴィリバルツ教会は1871年に完成した後、何度も改修や修復が行われている。
建築家アレクサンダー・フォン・ブランカによるカトリックの聖十字架教会は1960年代にギリシア十字の形に造られた。
ヴァイセンブルクの福音主義メソジスト教会組織は固有の教会、クリストゥス教会を有している。

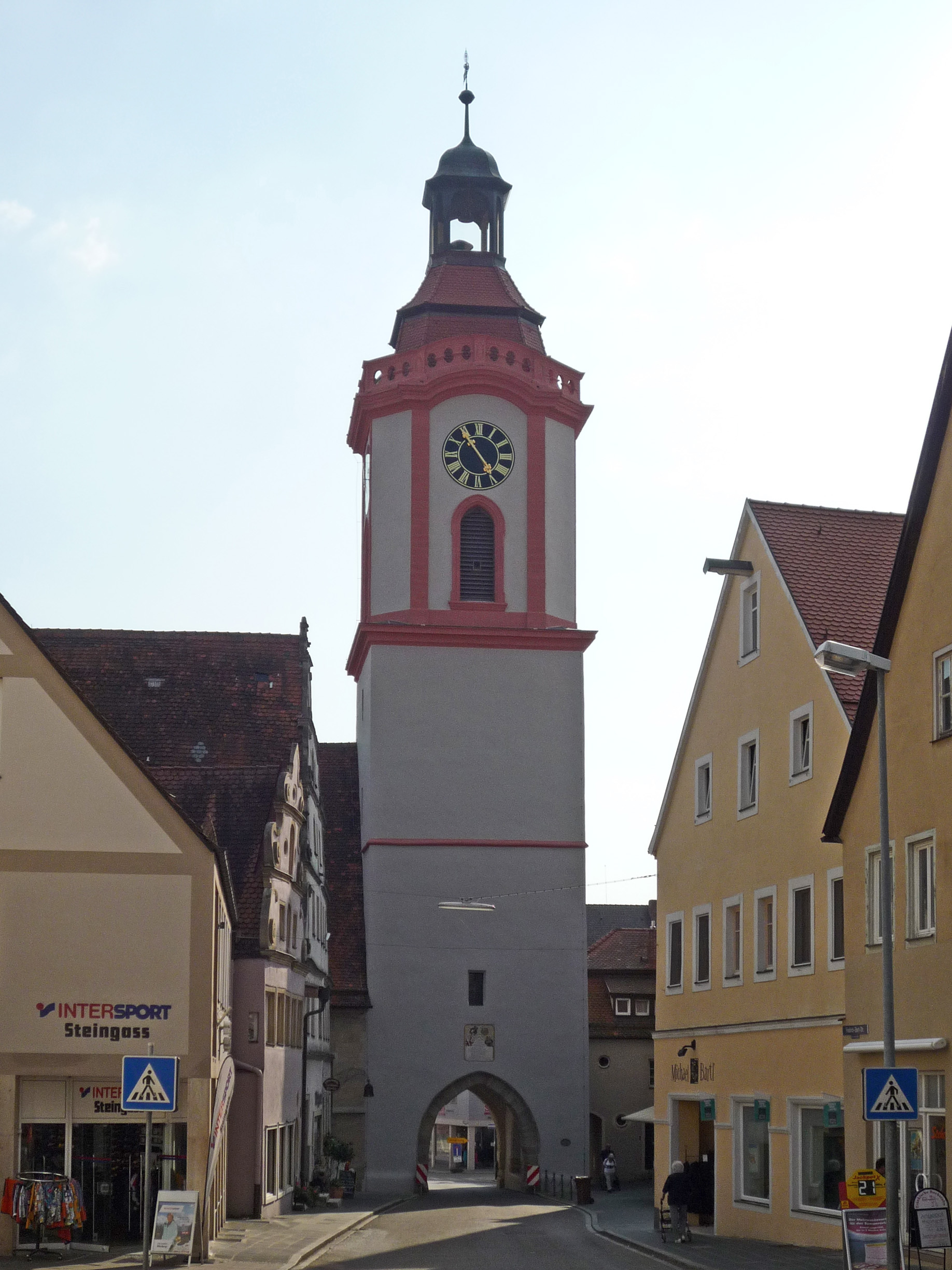
施療教会
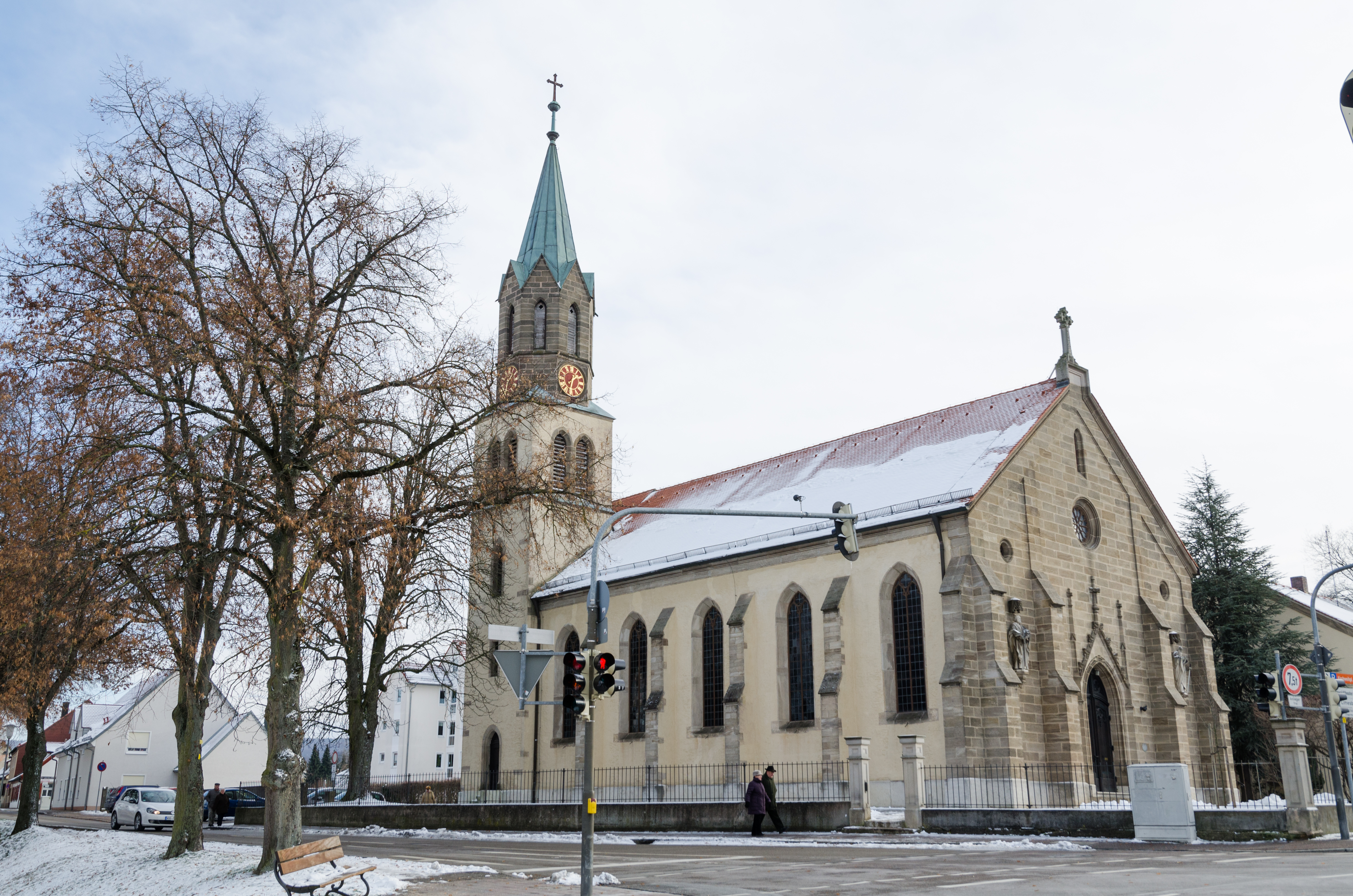
聖ヴィリバルツ教会

### 修道院

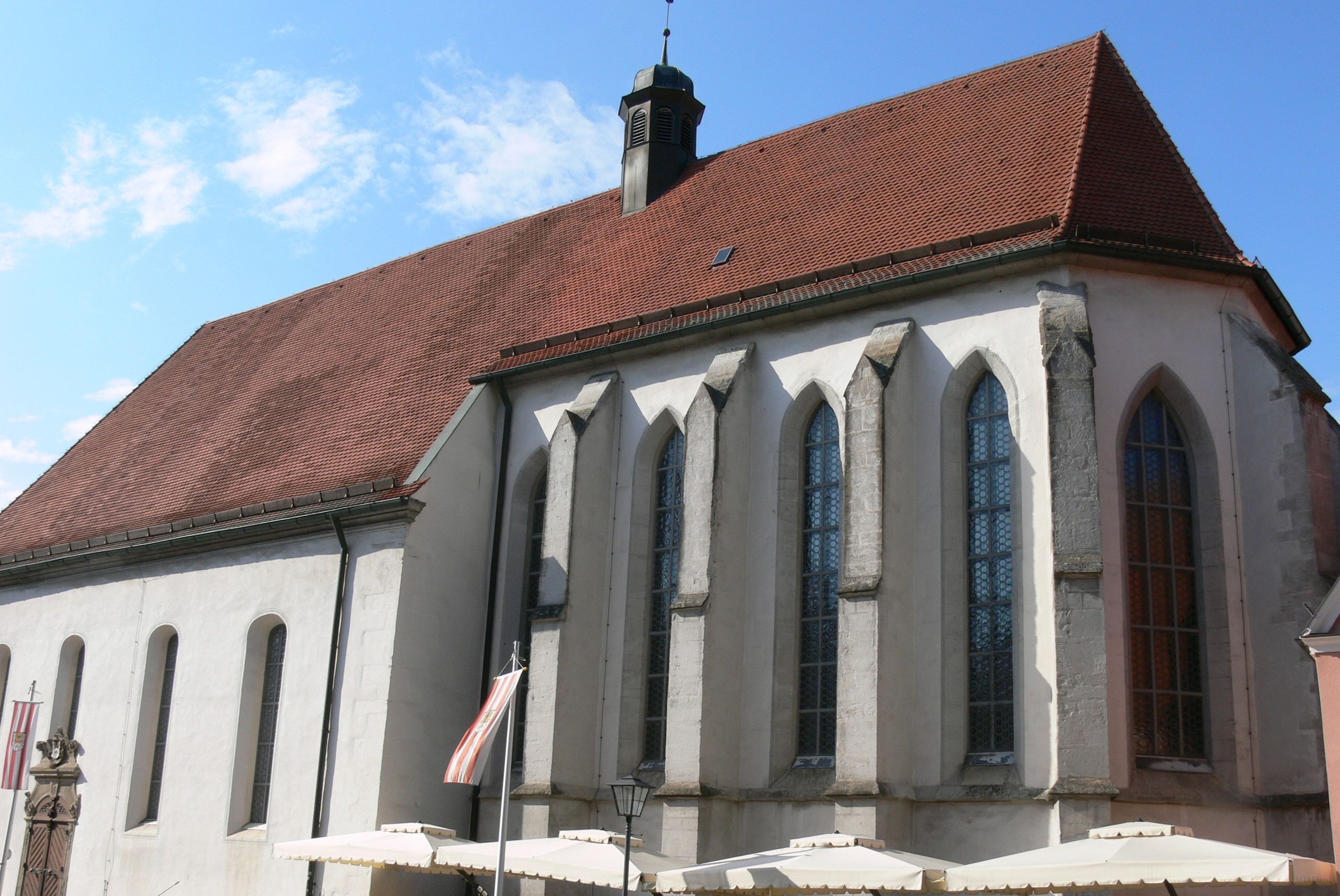
旧カルメル会修道院教会

この街の最も古い修道院は1238年に聖アウグスティヌスの戒律に基づいて市壁の外に女子修道院として建設された。1262年の都市戦争で修道院が大きな被害を受けたため、修道女たちはアドラースベルクに移った。都市の拡張によってこの空の建物は街の中心部となり、1331年に病院、1536年に辺境は区政府の役所が入居した。1812年からはベツィルクスアムトの一部がここに入り、現在はヴァイセンブルク＝グンツェンハウゼン郡の郡役場の一部がここにある。
1325年にカルメル会がヴァイセンブルクに入り、ヴァイセンブルク修道院を創設した。バロック化された教会堂は1983年から市の文化センターとなっている。

### 図書館

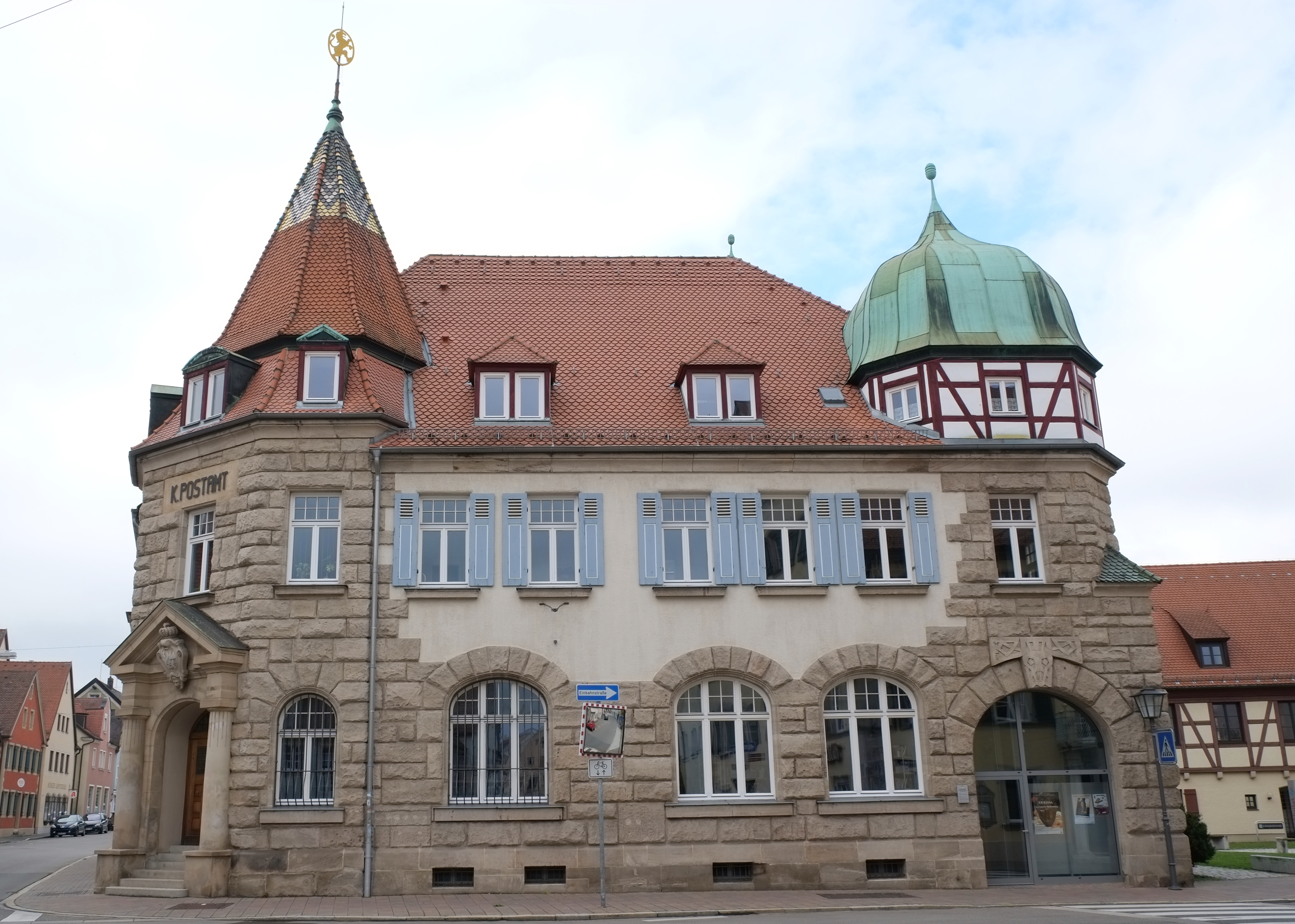
ヴァイセンブルク市立図書館

ヴァイセンブルク市立図書館は、郡役場の近くの旧郵便局に入居している。1,000 m2 のフロアで、公共のインターネット接続が利用でき、42,000点のメディアを収蔵している。この図書館は、リニューアルと拡張工事を終え、2001年7月に再開された。
聖十字架教会にあるカトリックのヴァイセンブルク公共図書館は9,000冊以上の蔵書を有している。
エリンガー門にはヴァイセンブルク歴史議会図書館があるが、一般に立ち入ることはできない。

### 公園施設
カルメル会修道院の修道院庭園は、かつてはブルワリーとして利用されていた。1976年にヴァイセンブルク市が修道院の建物の全施設を購入した。修道院が文化センターに改築され、広さ 719 m2 の修道院庭園が2000年に開放された。ここにはエルンスト・シュタイナッカーの聖ヴァルブルガ像や帝国都市博物館の泉のレプリカがある。
市立庭園はかつて病院の庭であり、1985年から公共の公園となっている。広さは 1 ha である。シュティヒヴィレン公園はゼーヴァイアー公園とも呼ばれ、1835年に古典主義様式のシュティヒヴィラの周囲にイングリッシュ・ガーデンの様式で造園された。公園施設はゼーヴァイアーマウアー沿いにあり、広さは 1.3 ha である。

### 博物館

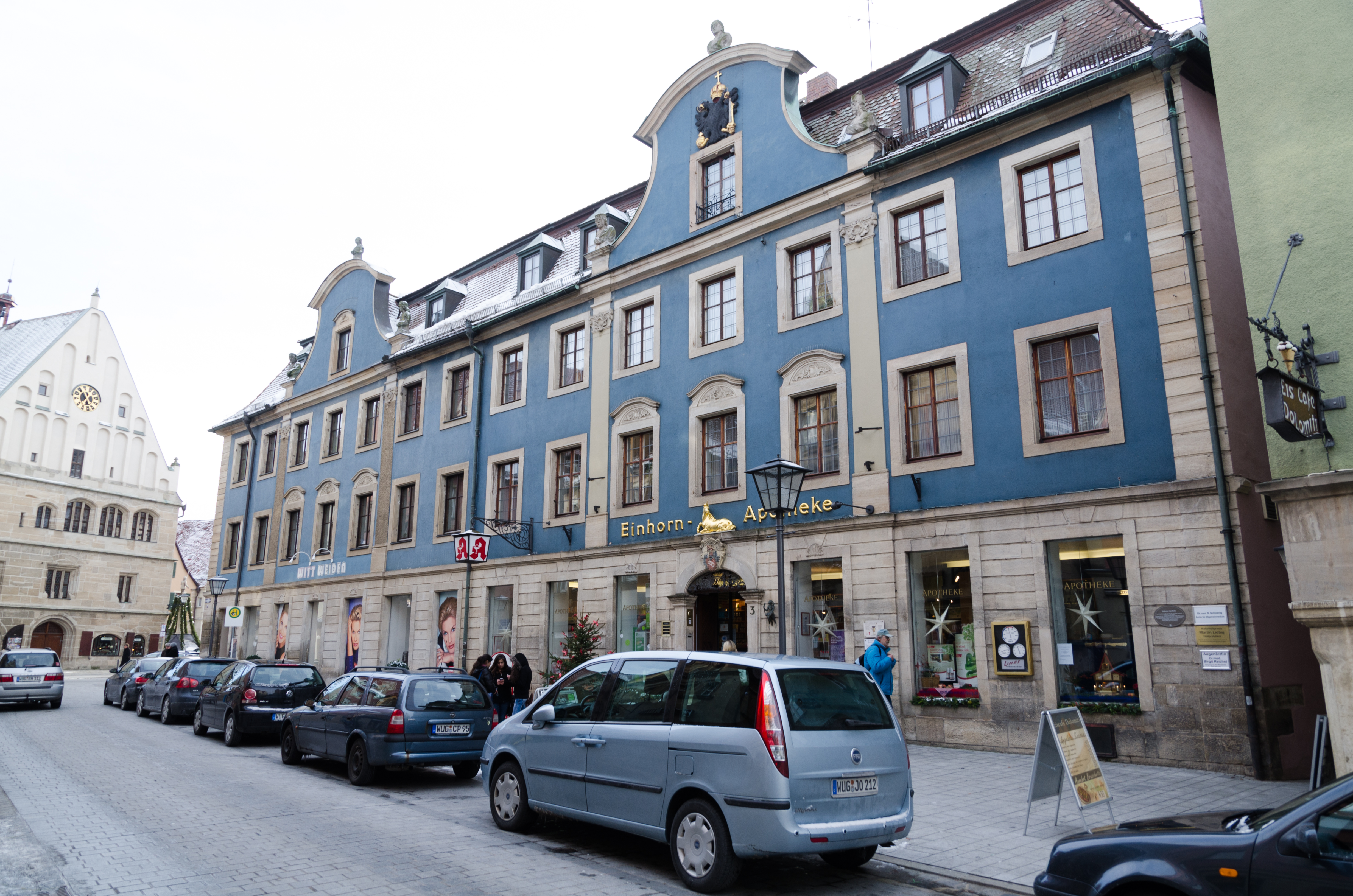
薬局博物館が入居しているブラウエ・ハウス

ローゼン通り沿いのブラウエス・ハウスにある薬局博物館は、19世紀終わり頃の薬局の施設を展示している。運営しているのは、薬局店主でリーメス研究家であったヴィルヘルム・コールを記念して1979年に設立されたコールシェ・アインホルト＝アポテーケ財団である。
1979年に発見されたヴァイセンブルクのローマ砦を含むローマ博物館は、ミュンヘンのバイエルン州立考古学コレクションの分館である。展示の重点はこの地域の先史時代および古代の文化である。ローマ博物館にはバイエルン・リーメス情報センターが設けられている。音楽と学問、交易、教会、手工業、ツンフトといったテーマ分野を有する帝国都市博物館は、かつての帝国都市ヴァイセンブルクを描き出している。この博物館は2005年にハウス・カーデン部門を増設した。これは第二次世界大戦後のチェコスロヴァキアからのドイツ人追放とヴァイセンブルク周辺地域への融合をテーマとしている。
ブラウエライ・シュナイダー（ビール醸造所）のブルワリー博物館は、歴史的なビール醸造用具を展示している。

### ファルガルテン追悼の場/ロシア人墓地

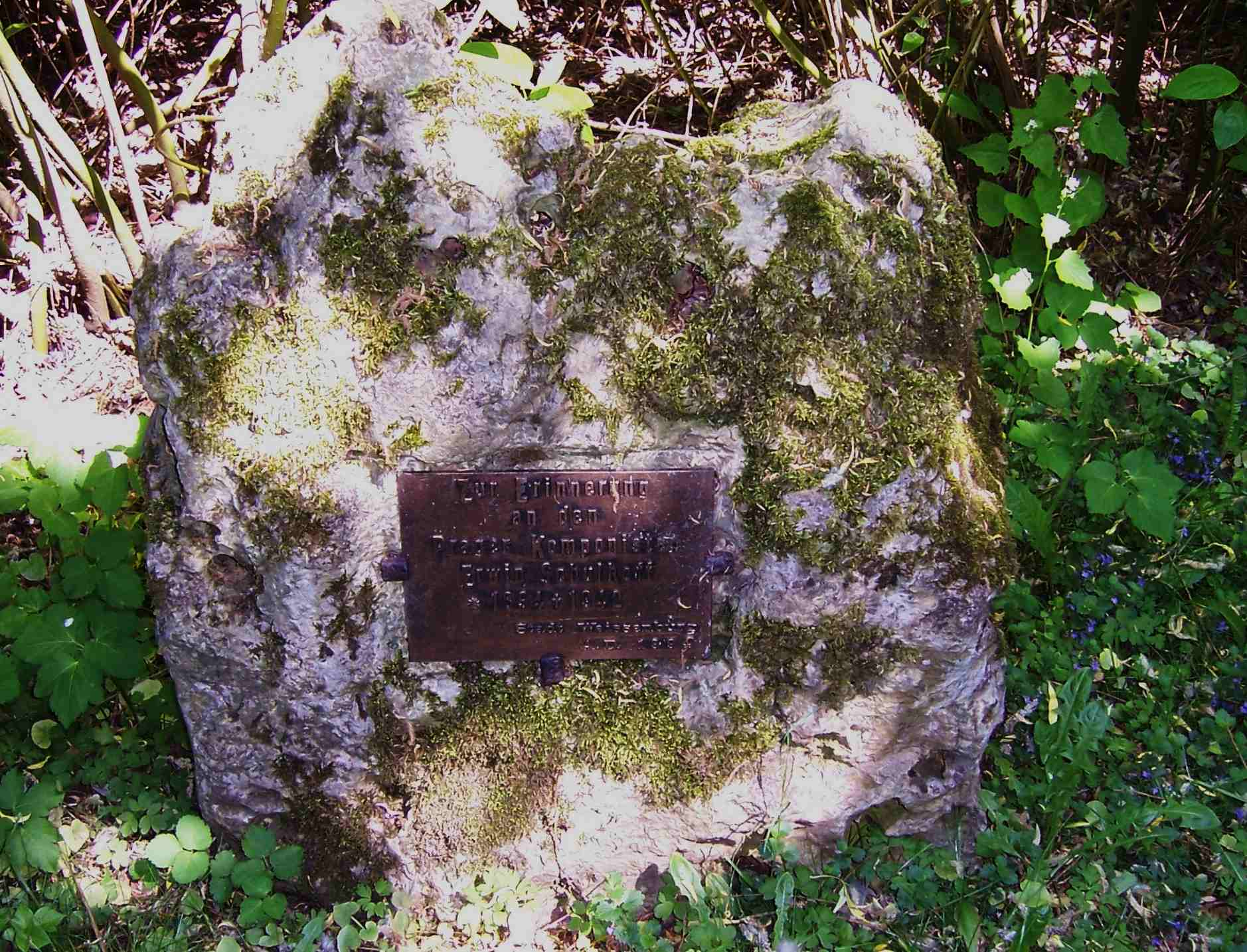
ロシア人墓地のエルヴィン・シュルホフの追悼碑

第二次世界大戦中、強制労働従事者としてヴュルツブルクに収監されていたソヴィエト人戦争捕虜のうち40人以上が亡くなった。彼らはファルガルテンに埋葬され、彼らを追悼する記念碑が建立されているが、事実の詳しい説明はない。

### カルメル会教会文化センター
カルメル会は1325年にヴァイセンブルクに修道院を設立した。1544年に帝国都市ヴァイセンブルクがこの修道院を購入した。1729年にバロック化が行われた。1976年、倒壊の危機に瀕していたこの建物をヴァイセンブルク市が獲得して1981年から1983年に改修した。カルメル会教会文化センターは、1983年10月15日に市の集会所、催事場、会議場として開館した。

### 芸術、演劇、文学

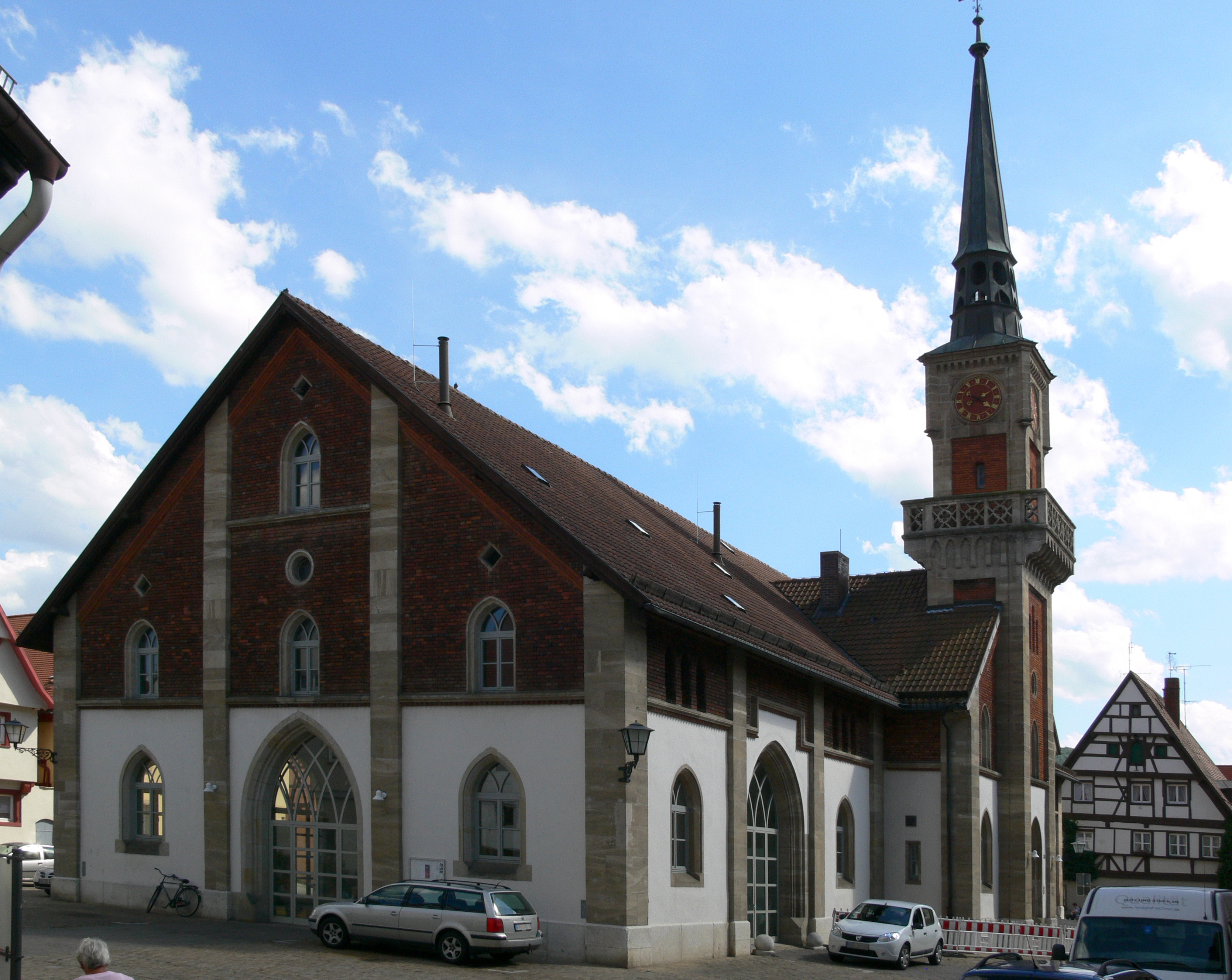
ヴァイセブルガー・シュラネ

コンサート、演劇上演、スポーツイベントの他に、郡当局、市当局、数多くのクラブや団体が、ホール、博物館、あるいはベルクヴァルトテアター・ヴァイセンブルクやルナ・ビューネといったステージを使った催しを行っており、ヴァイセンブルクでは文化シーンも活発である。個人や文化クラブが、たとえばヴァイセンブルガー・シュラネなどで展覧会や催し物を繰り返し開催している。この地域には地方文化誌「カルペ・ディーム」が存在する。市はヨハン＝アレクサンダー＝デーダーライン文化賞を授与している。

### ヴァイセンブルクの教会開基祭
8月の第3から第4日曜日の教会開基祭には世界中からヴァイセンブルク出身者が集まる。この教会開基祭の最も古い文献記録は1455年のものである。教会開基祭のパレードは8月第4日曜日に行われる。推定7万人が訪れるヴァイセンブルクの教会開基祭は、フランケン南部で最大の世俗祭である。アメリカに移住した人々は、19世紀にニューヨークで「ヴァイセンブルクの教会開基祭」を祝っていた。

### スポーツおよびクラブ活動
ヴァイセンブルクではスポーツに親しむ多くの機会がある。スポーツクラブは、バスケットボールやバレーボールから、陸上競技、さらにはチェスや卓球までそれぞれの種目のスポーツを提供している。最も人気のあるスポーツの1つがサッカーである。1860年に設立された TSV 1860 ヴァイセンブルクのサッカー部門は、1974/75年に DFBポカールの本戦に出場した。観光開発に伴って数多くの遊歩道が整備され、ジョギングやノルディックウォーキングに利用されている。ヴァイセンブルクにはドイツ・ゴルフ指導者協会が本部を置いている。
スポーツ以外でも、住民たちは、射撃協会、自然保護団体、教会組織、政党や青年団組織で活動している。多くの人が消防団に参加している。ヴァイセンブルク消防団は1867年に創設された。
2019年9月に創設された都市マーケティング協会は小売業、工業、文化事業、観光業に従事する個人、企業、グループの集まりである。この団体はヴァイセンブルクの魅力を保持、拡大しようと努めている。

## 経済と社会資本

### 経済
- ヴァイセンブルク商工会議所

### 交通
ヴァイセンブルク近郊で連邦道2号線 (B2号線) と13号線 (B13号線) が合流し、共同区間として街の東側を迂回するバイパス道路を形成している。西側には鉄道トロイヒトリンゲン - ニュルンベルク線の1869年に開業したヴァイセンブルク駅がある。公共旅客近郊交通は、ニュルンベルク広域交通連盟によって運営されている。
ドイツ・リーメス自転車道がこの街を通っている。この自転車道は、ライン川沿いのバート・ヘニンゲンからドナウ川沿いのレーゲンスブルクまで全長約 818 km を結んでいる。

### 役所と公的機関
市の行政機関の他に以下の役所がある。
- 食糧、農業、林業庁ヴァイセンブルク
- 職業安定所
- 警察監査局

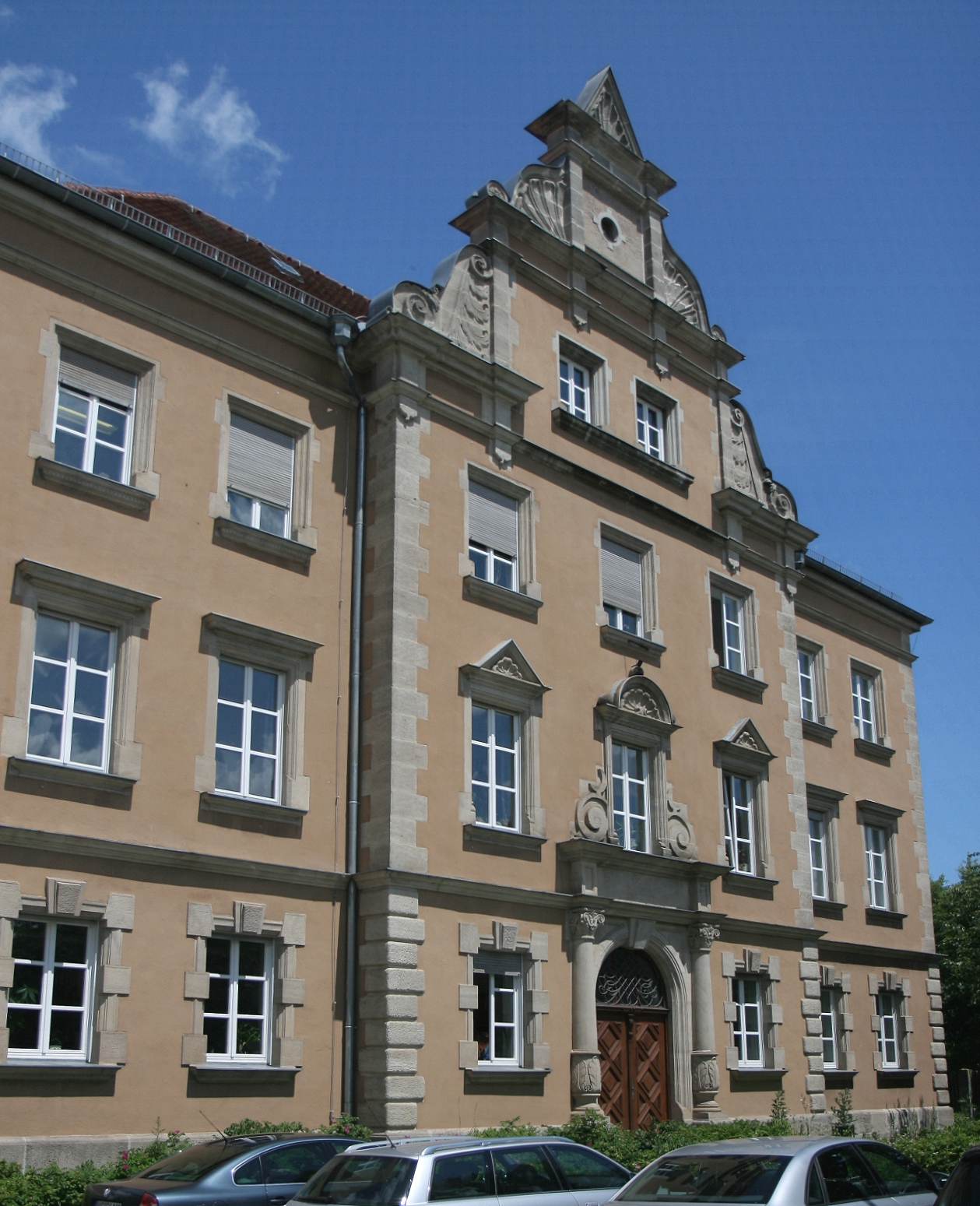
ヴァイセンブルク行政庁舎

- ヴァイセンブルク・イン・バイエルン区裁判所
- ヴァイセンブルク＝グンツェンハウゼン郡役場
- バイエルン州の役所移転に伴い、バイエルンの非州立博物館庁およびバイエルン・リーメスコーディネイターがヴァイセンブルクに設けられた[42]。

### 地元の大きな企業

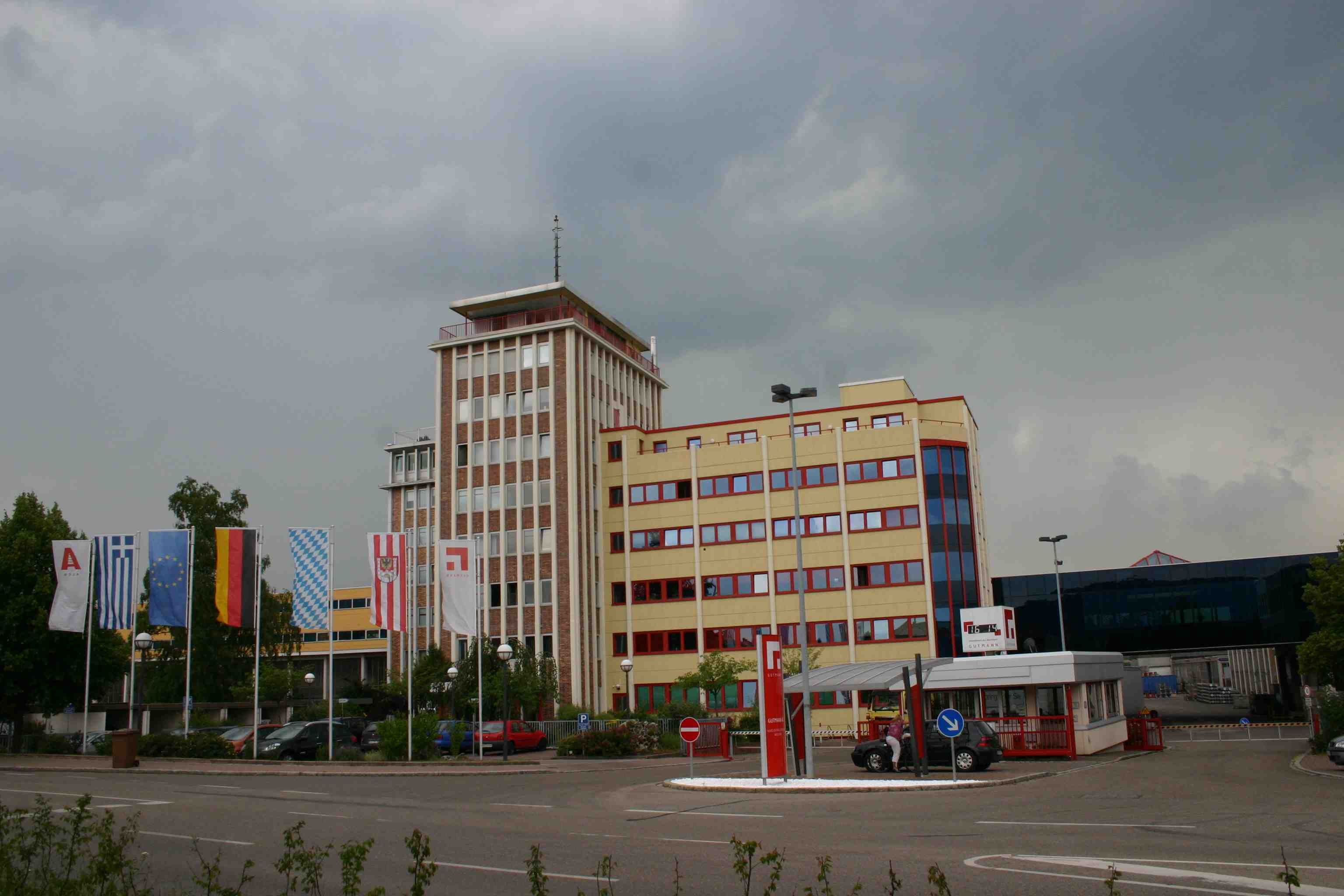
グートマン AG 本社

- プラスティック・オムニウム（旧フォレシア・エクテリア GmbH）自動車部品サプライヤー
- グートマン AG、建築用金物
- オスベルガー GmbH + Co、水力タービン
- シュヴァン＝スタビロ GmbH & Co. KG（ドイツ語版、英語版）、筆記具

### メディア
ヴァイセンブルクでは以下のメディアが刊行されている。
- ヴァイセンブルガー・タークブラット、地元の日刊紙
- ヴォーヘンツァイトゥング・アルトミュールフランケン、週刊のフリーマガジン
- カルペ・ディーム、季刊の文化マガジン
- ヴァイセンブルク・アクテュール、オンライン＝タウンマガジン

### 学校

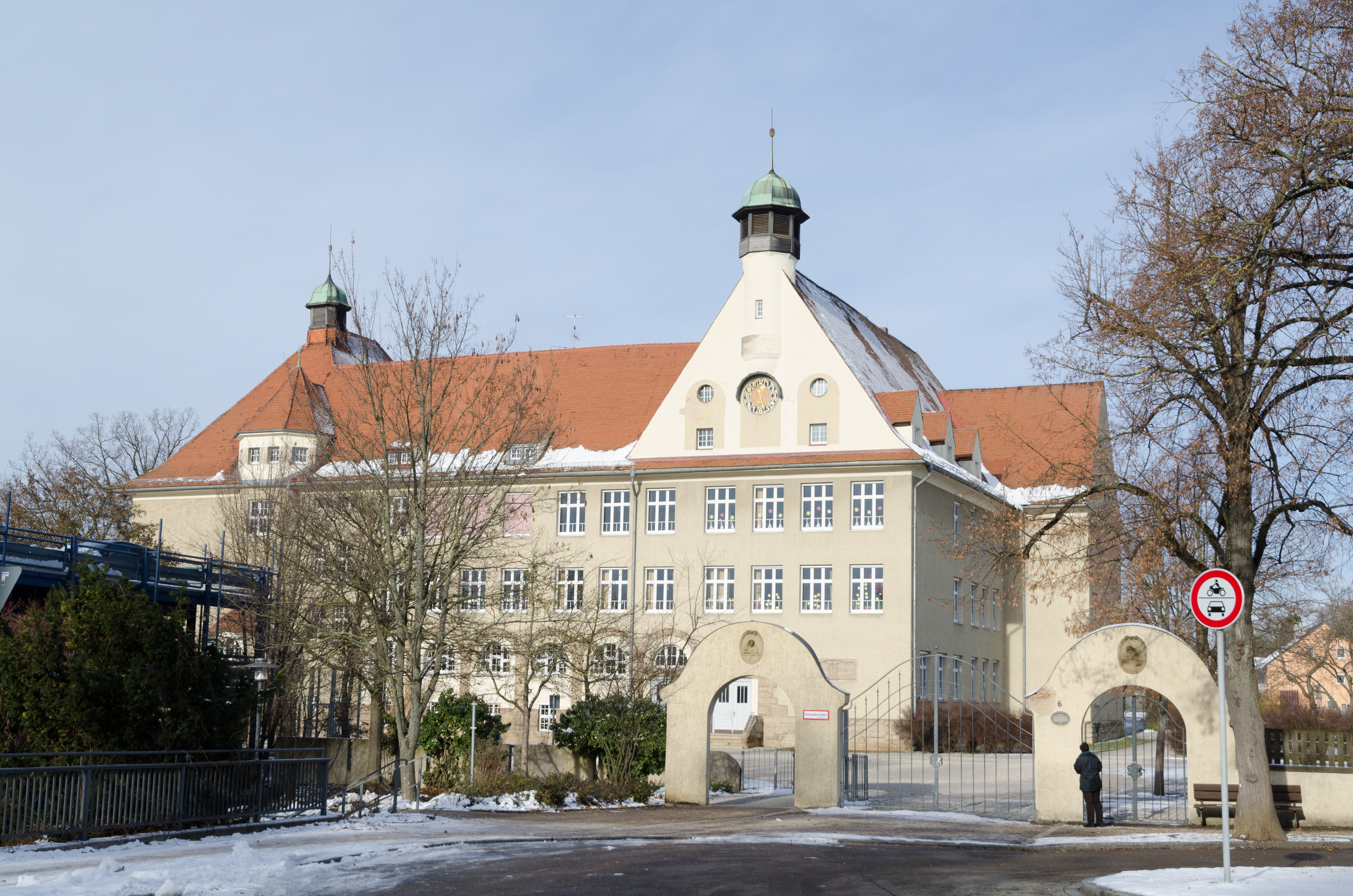
基礎課程学校（ツェントラルシューレ・ヴァイセンブルク）

- 3つの校舎があるヴァイセンブルク基礎課程学校
- 中等学校
- 州立実科学校
- 州立職業学校
- 農業学校
- 州立専門高等学校と州立職業高等学校
- ヴェルナー＝フォン＝ジーメンス＝ギムナジウム
- ルンメルスベルガー・アンシュテルテン e.V. のヴァイセンブルク職業教育センター
- ヴュルツブルクの看護職業専門学校
- 合成樹脂工学専門学校
- レーベンスヒルフェ e.V. の個別ライフマネジメントのための私立学校
- 特別教育養護センター（ビーバーシューレ）
- ヴァイセンブルク歌唱・音楽学校 e.V.
- 旧ラテン語学校

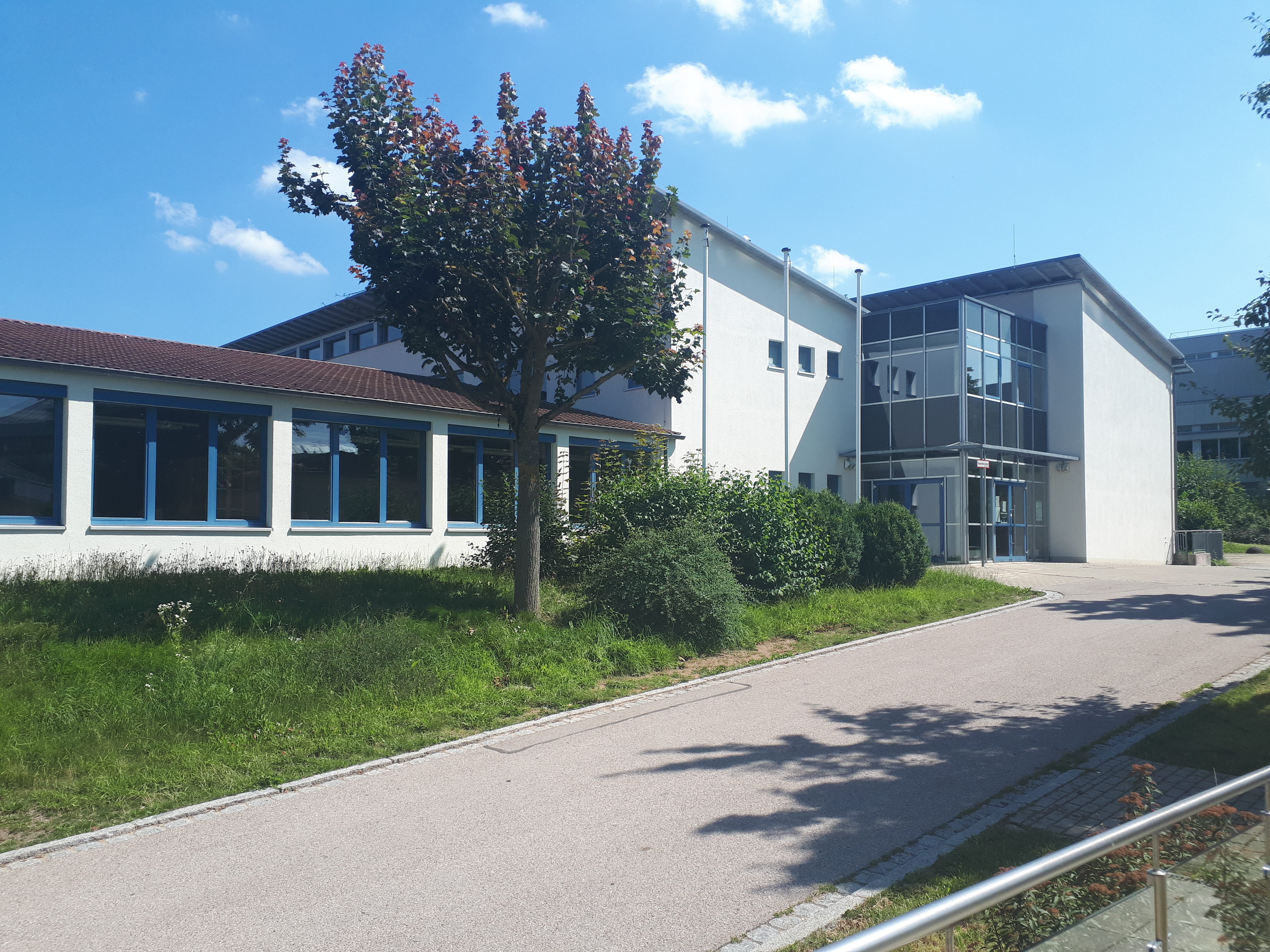
州立実科学校
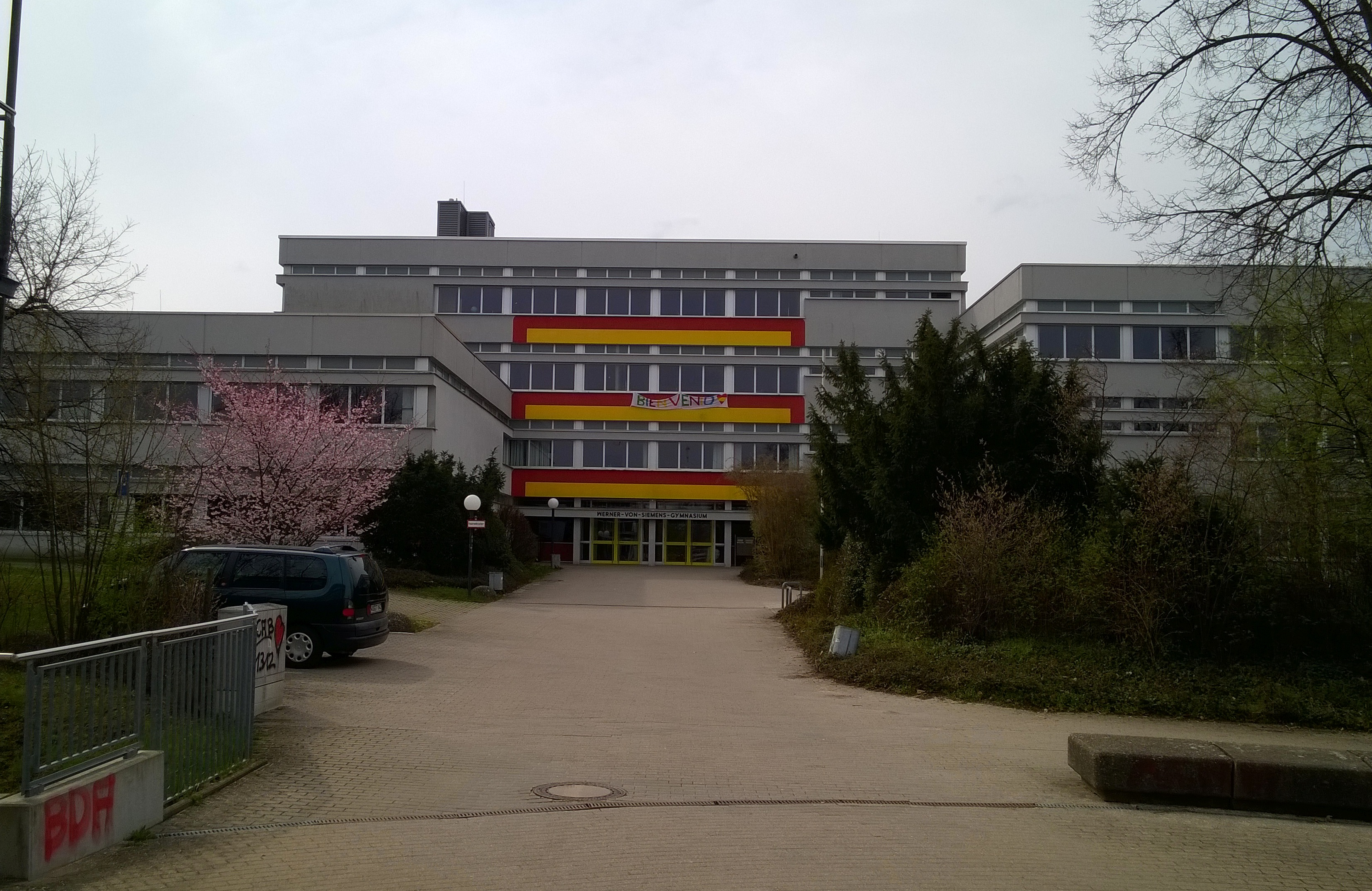
ヴェルナー＝フォン＝ジーメンス＝ギムナジウム

### 大学
ヴァイセンブルクには2015年に合成樹脂工学技術・学習センターをもつクストシュトフ・キャンパス・バイエルン（合成樹脂キャンパス）が、郡内2つめの大学所在地として開校した。このキャンパスは、アンスバッハ単科大学とデッゲンドルフ単科大学が共同で運営している。
最寄りの総合大学は、エアランゲン＝ニュルンベルク大学、アイヒシュテット＝インゴルシュタット大学、バンベルク大学である。

### クリニーク・ヴァイセンブルク

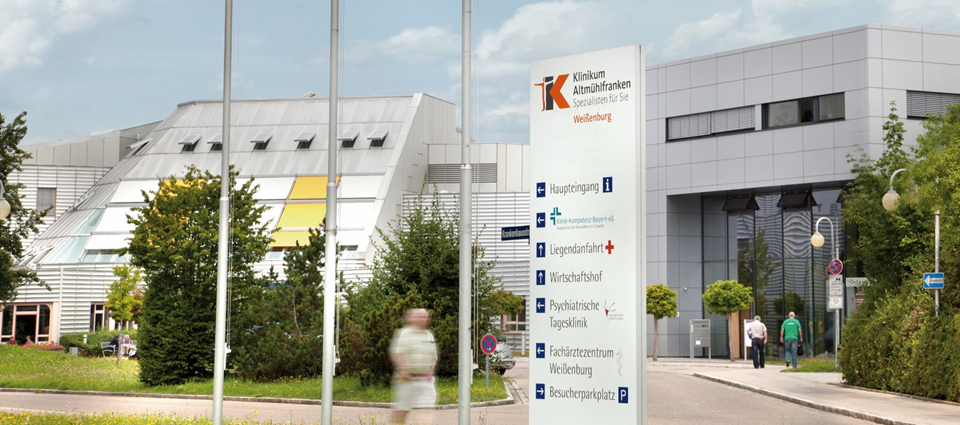
クリニークム・アルトミュールフランケン・ヴァイセンブルク

ヴァイセンブルク郡立病院は、ヴァイセンブルク＝グンツェンハウゼン郡の3つの郡立病院の1つで、2002年以降クリニーク・グンツェンハウゼンと共同で独立した自治体企業クリニークム・アルトミュールフランケンとなり、2013年3月から現在の名称で運営されている。この病院は基礎治療および標準治療を行っている。ヴァイセンブルガー・クリニークは190床、年間外来患者数7,781人、年間入院患者数 7,781人であった（2020年現在）が内科、腹部学際センター、集中治療医学、一般外科、消化器外科、胸部外科、婦人科、耳鼻咽喉科、腫瘍科、泌尿器科の専門分野に従事している。この病院は、100年の歴史を持つ市立病院が閉鎖された後、1985年から診療を行っている。

## 人物

### 出身者
- ヨハン・アレクサンダー・デーダーライン（ドイツ語版、英語版）（1675年 - 1745年）歴史家、哲学者、貨幣学者
- グスタフ・フォン・カール（1862年 - 1934年）政治家
- ハンス・ホフマン（1880年 - 1966年）画家
- ルドルフ・ネーベル（ドイツ語版、英語版）（1894年 - 1978年）ロケット開発者
- ペーター・カルステン（ドイツ語版、英語版）（1928年 - 2012年）俳優
- ベアーテ・ヴァルター＝ローゼンハイマー（1964年 - ）政治家
- マークス・シュタインヘーファー（1986年 - ）サッカー選手

### ゆかりの人物
- ヨアン・クリストフ・シュトルム（ドイツ語版、英語版）（1635年 - 1703年）天文学者、数学者
- ヴィルヘルム・ヤーコプ・ヴァン・ベッバー（ドイツ語版、英語版）（1841年 - 1909年）気象学者
- ジークムント・ギュンター（ドイツ語版、英語版）（1848年 - 1923年）地理学者、數學史家、自然科学者
- ヴァレンティン・ブルガコフ（ドイツ語版、英語版）（1886年 - 1966年）ロシアの作家
- シャルル・ド・ゴール（1890年 - 1970年）フランス大統領。第一次世界大戦時にヴュルツブルク要塞に収監された。
- エルヴィン・シュルホフ（1894年 - 1942年）作曲家、ピアニスト、指揮者。ヴァイセンブルクの収容所で亡くなった。
- ヴィルヘルム・ブリュックナー＝リュッゲベルク（ドイツ語版、英語版）（1906年 - 1985年）指揮者
- リヒャルト・シュテュックレン（ドイツ語版、英語版）（1916年 - 2002年）政治家
- ジョン・シャリカシュヴィリ（1936年 - 2011年）アメリカ合衆国の軍人
- ジョン・デゲンコルプ（1989年 - ）自転車競技（ロードレース）選手。RC ゲルマニア・ヴァイセンブルクでキャリアをスタートした。

## 関連図書
- Arbeitsgemeinschaft Weißenburger Heimatforschung (1967). UUIZINBURC WEISSENBURG 867–1967, Beiträge zur Stadtgeschichte. Weißenburg i. Bay.
- Johann Kaspar Bundschuh (1804). “Weißenburg”. Geographisches Statistisch-Topographisches Lexikon von Franken. Band 6: V–Z. Ulm: Verlag der Stettinischen Buchhandlung. pp. 957–958 2022年5月12日閲覧。
- Peter Fleischmann (1993). Das Reichssteuerregister von 1497 der Reichsstadt Nürnberg (und der Reichspflege Weißenburg). Quellen und Forschungen zur fränkischen Familiengeschichte. 4. Nürnberg
- Georg Paul Hönn (1747). “Weisenburg”. Lexicon Topographicum des Fränkischen Craises. Frankfurt und Leipzig: Johann Georg Lochner. pp. 541–542 2022年5月12日閲覧。
- Rainer Kammerl (2003). Weißenburg i. Bayern. Regensburg: Schnell und Steiner. ISBN 978-3-7954-1547-1
- Irene Reif (1989). “Weissenburg die Bürgerstadt. Idylle um ein Haar”. Franken – meine Liebe. Hof: Oberfränkische Verlagsanstalt. pp. 230-. ISBN 978-3-921615-91-1
- Arthur Rosenbauer (2015). Ein Dorf rettet seinen Dialekt. Die Sprachinsel Auernheim. Treuchtlingen/Berlin: wek-Verlag. ISBN 978-3-934145-95-5
- Arthur Rosenbauer (2010). Vergessene Geheimnisse – wieder entdeckt. Der Bergbau im Naturpark Altmühltal zwischen Altmühl, Anlauter und Donau. Treuchtlingen/Berlin: wek-Verlag. ISBN 978-3-934145-81-8
- Arthur Rosenbauer (2010). Höhlen, Grotten und Dolinen. Faszinierende Welt unter der Erde, Region Altmühlfranken. Treuchtlingen/Berlin: wek-Verlag. ISBN 978-3-934145-87-0
- Stadt Weißenburg i. Bay (2004). Riedersche Chronik, Band 1–3. Weißenburg
- Gottfried Stieber (1761). “Weissenburg”. Historische und topographische Nachricht von dem Fürstenthum Brandenburg-Onolzbach. Schwabach: Johann Jacob Enderes. pp. 925–926 2022年5月12日閲覧。
- Pleikard Joseph Stumpf (1853). “Weissenburg”. Bayern: ein geographisch-statistisch-historisches Handbuch des Königreiches; für das bayerische Volk. München: Zweiter Theil.. pp. 768–770 2022年5月12日閲覧。
- Simon Sulk (2020). Das römische Kastell Biriciana. Weißenburg in Bayern. Regensburg: Pustet-Verlag. ISBN 978-3-7917-3158-2
- Georg Voltz (1835). Chronik der Stadt Weissenburg im Nordgau und des Klosters Wülzburg. Mit 10 lithographierten Blättern von Fräulein Amalie v. Peters. Weissenburg 2022年5月12日閲覧。
- Wolfgang Wüst, ed (2008). Frankens Städte und Territorien als Kulturdrehscheibe. Kommunikation in der Mitte Deutschlands. Interdisziplinäre Tagung vom 29. bis 30. September 2006 in Weißenburg i. Bayern. Mittelfränkische Studien. 19. Ansbach. ISBN 978-3-87707-713-9